# Monatsbilder

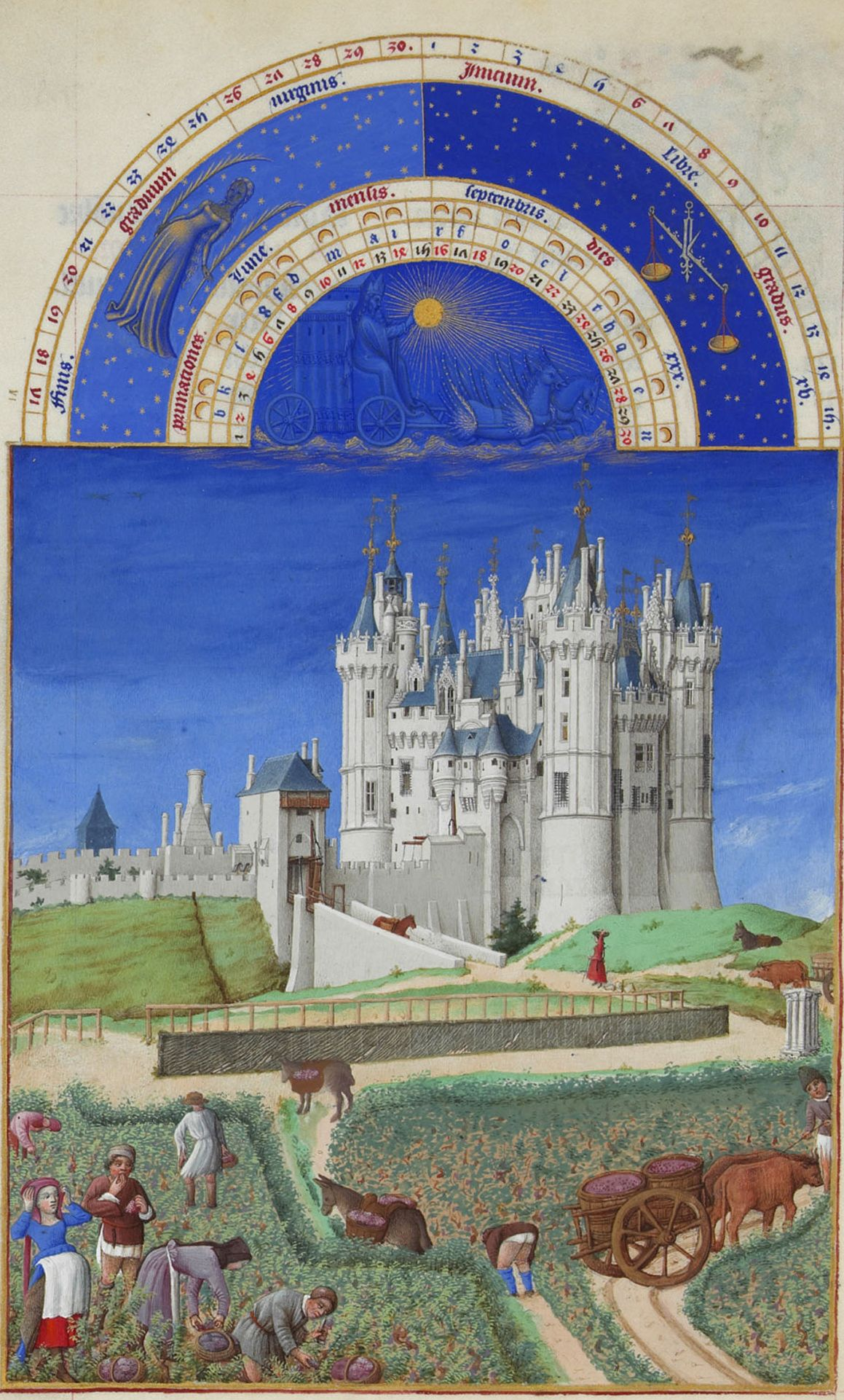
Monatsbild „September“, Très Riches Heures des Herzogs von Berry (1412/16–1485; Chantilly, Musée Condé, Ms. 65, fol. 9v) – herbstliche Weinlese am Fuße des Schlosses Saumur, darüber astrologisches Kalendarium mit Tierkreiszeichen (Jungfrau, Waage) und Sonnenwagen.

Monatsbilder (auch Monatsarbeiten genannt) sind zu einem geschlossenen Zyklus zusammengestellte visuelle Repräsentationen der Monate des abendländischen Kalenders. Monatsbildzyklen stellen ein klassisches Thema der vormodernen europäischen bildenden Kunst dar und finden sich besonders prominent als Teil der Bildprogramme der gotischen Kathedralen, der spätmittelalterlichen Buchmalerei und des profanen Wandschmucks der frühen Neuzeit.
Die Monatsbilder stehen häufig in enger Verbindung mit den Darstellungen der zwölf Tierkreiszeichen. Mit den vierteiligen Zyklen der Jahreszeiten sind sie nahe verwandt. Ihnen wird eine entscheidende Rolle für die Ausbildung der nachantiken Landschafts- und Genremalerei in Europa zugeschrieben.

## Überblick

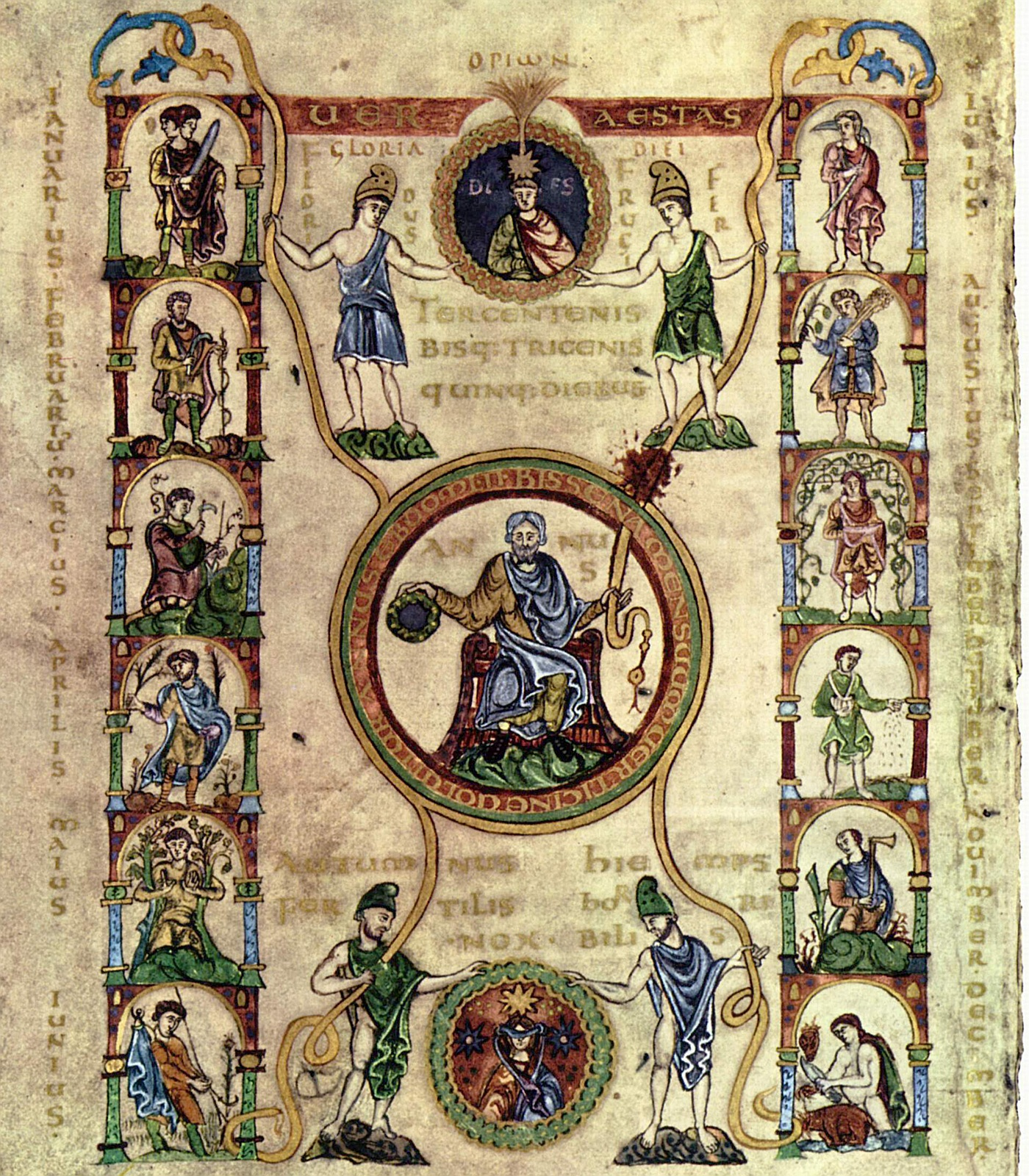
Kalenderblatt aus dem Fragment eines Sakramentars (Fulda, um 980; SBB-PK) – Frühform der Monatsbilder, mit „Annus“ im Zentrum, um ihn herum die vier Jahreszeiten, in den Medaillons „Tag“ und „Nacht“, in den Kolumnen die Monate und Monatsarbeiten.

Die „klassische Grundform“ der Monatsbildzyklen enthält die zwölf Repräsentationen der Monate, die einen im weitesten Sinne agrarwirtschaftlichen Kalender konstituieren (siehe unten) und denen die Tierkreiszeichen des entsprechenden Zeitraums beigeordnet sind. Die Gestaltung kann schematisch auf einer einzelnen Seite oder als vier-, sechs-, zwölf- oder vierundzwanzigteiliger Zyklus erfolgen. Die Tierkreiszeichen können dabei als selbständige Einheiten den Monatsdarstellungen gegenübergestellt sein, beispielsweise in eigenen Medaillons, jedoch auch beliebig weit in die Monatsbilder selbst integriert werden, etwa als szenischer Bestandteil. Durch diese In-Beziehung-Setzung der jahreszeitlichen Aktivitäten mit den Abläufen am Himmel ordnete sich der irdische Jahreslauf und der in ihm handelnde Mensch in die von Gott gesetzte kosmische Ordnung ein. Die Tierkreiszeichen können auch fehlen, doch ist dies weitaus seltener der Fall, als es den Anschein hat: viele Abbildungen in der Literatur „unterschlagen“ diese, weil sie vom Künstler räumlich getrennt dargestellt wurden (z. B. auf der gegenüberliegenden Blattseite in einer Handschrift).
Während die frühesten Zyklen zunächst symbolische oder mit spezifischen Attributen ausgestattete, frontale Halb- oder Ganzfiguren verwendeten, entwickelten sich während des Mittelalters langsam kleine Genreszenen, die größtenteils durch monatstypische, zur jeweiligen Zeit existenziell bedeutsame land-, jagd-, forst- oder hauswirtschaftliche Arbeitsvorgänge, später auch vergnüglichen Tätigkeiten, geprägt sind. In beiden Gestaltungsformen wird dabei in vielfältiger Weise auf den jahreszeitlichen Vegetationszyklus verwiesen, indem mit verschiedenen eindeutigen Symbolen, Attributen oder der Abbildung saisonaler Produktionsprozesse – die so genannten „Monatsarbeiten“ oder später „Monatsfreuden“ – auf diesen Bezug genommen wird.
Entscheidend für die spezifische Ausprägung eines Zyklus sind zum einen der Kontext (sakral oder profan), der Zweck (didaktisch oder ornamental) und natürlich die individuelle Absicht des Künstlers oder Auftraggebers. Doch auch wenn die Monatsbildzyklen zwischen frühem Mittelalter und der Mitte des 15. Jahrhunderts im Einzelnen Unterschiede in Inhaltswahl und Komposition für jeden Monat aufweisen, so blieb doch das Gesamtkonzept trotz erkennbarer Unterschiede bemerkenswert gleichförmig.

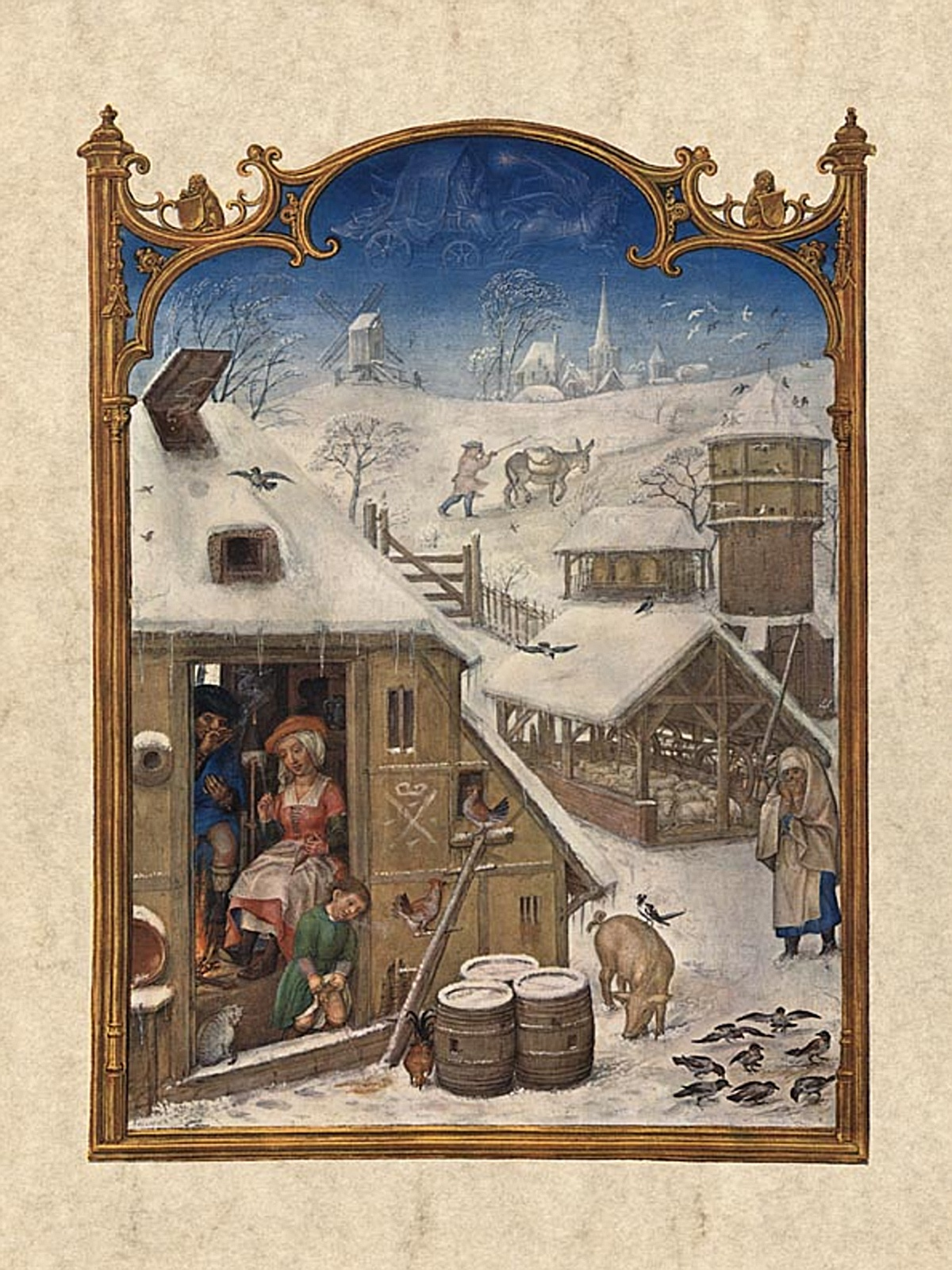
„Januar“, Breviarium Grimani (Flandern, ca. 1510; Venedig, Bibl. Marc.) – Ausblick auf alle Themenkreise: Brot (Mühle, Esel mit Getreidesäcken, pickende Vögel), Fleisch (Schwein), Wein (Fässer), Holz (Feuer), Wolle (Schafe, Spinnerin); „realistische“ Architektur und Landschaft; Genreelemente (urinierendes Kind, häusliche Szene).

Das Reifen, Ernten (Schlachten) und die Weiterverarbeitung von Naturprodukten während eines gewöhnlichen Jahreslaufs bestimmte die Gestaltung der frühen Kalenderordnungen und damit der Monatsbildzyklen. Da die einzelnen Kompartimente für die Monate recht bald mit jahreszeitlich festliegenden Sujets verbunden worden waren, konnten sich neue Elemente zunächst nur schwer durchsetzen. Damit bilden die Monatsbilder aufgrund der Konstanz der Motive einen eigenständigen ikonographischen Typus. Stilistische und kompositorische Veränderungen über die Jahrhunderte hinweg weisen allerdings auch auf eine allmähliche Weiterentwicklung hin, bis sich nach 1420 die Inhalte und Intentionen stärker zu verändern begannen.
Mit den Très Riches Heures (um 1412/16) wandelte sich der Charakter der Zyklen grundlegend. Die frühen Monatsbilder hatten noch mehr oder weniger statische Personen oder Personifikationen mit Attributen bzw. symbolischen Funktionen gezeigt, aus denen sich kleine Handlungen entwickelt hatten, die vor allem für den jeweiligen Zeitraum repräsentative jahreszeitliche Arbeiten ins Bild brachten. In diesem Stundenbuch des Herzogs von Berry nahm zum ersten Mal jedes einzelne Monatsbild in einer Handschrift exklusiv eine eigene, komplette Seite ein. Auch wenn solche Einzelblätter weiterhin als Teil einer, nur im Zusammenhang verständlichen, Gesamtkonzeption erkennbar bleiben, ist doch (ähnlich wie bei den Kalenderblättern, die allerdings die Monatsbilder noch in ihren besonderen eigenen Kontext einbeziehen) durch die Reihung auf Einzelseiten der Gesamtzyklus nicht mehr unmittelbar erfassbar. Solche vergleichsweise großformatigen Bildanlagen führten aber auch zu neu verfügbaren Gestaltungsräumen, die es den Künstlern erlaubten, die traditionelle Themenvorgabe durch zusätzliche Motive, etwa im Hintergrund der Bilder, aufzubrechen. In den folgenden Jahrhunderten setzte sich das Konzept der ausgearbeiteten, erweiterten und variableren Szenen in den Handschriften nach und nach durch. Dabei lösten sich die Motivfügungen – vor allem in der Tafelmalerei – langsam aus den Zusammenhang der Monatszyklen und entwickelten sich als eigenständige Sujets weiter.

## Geschichte

### Altertum

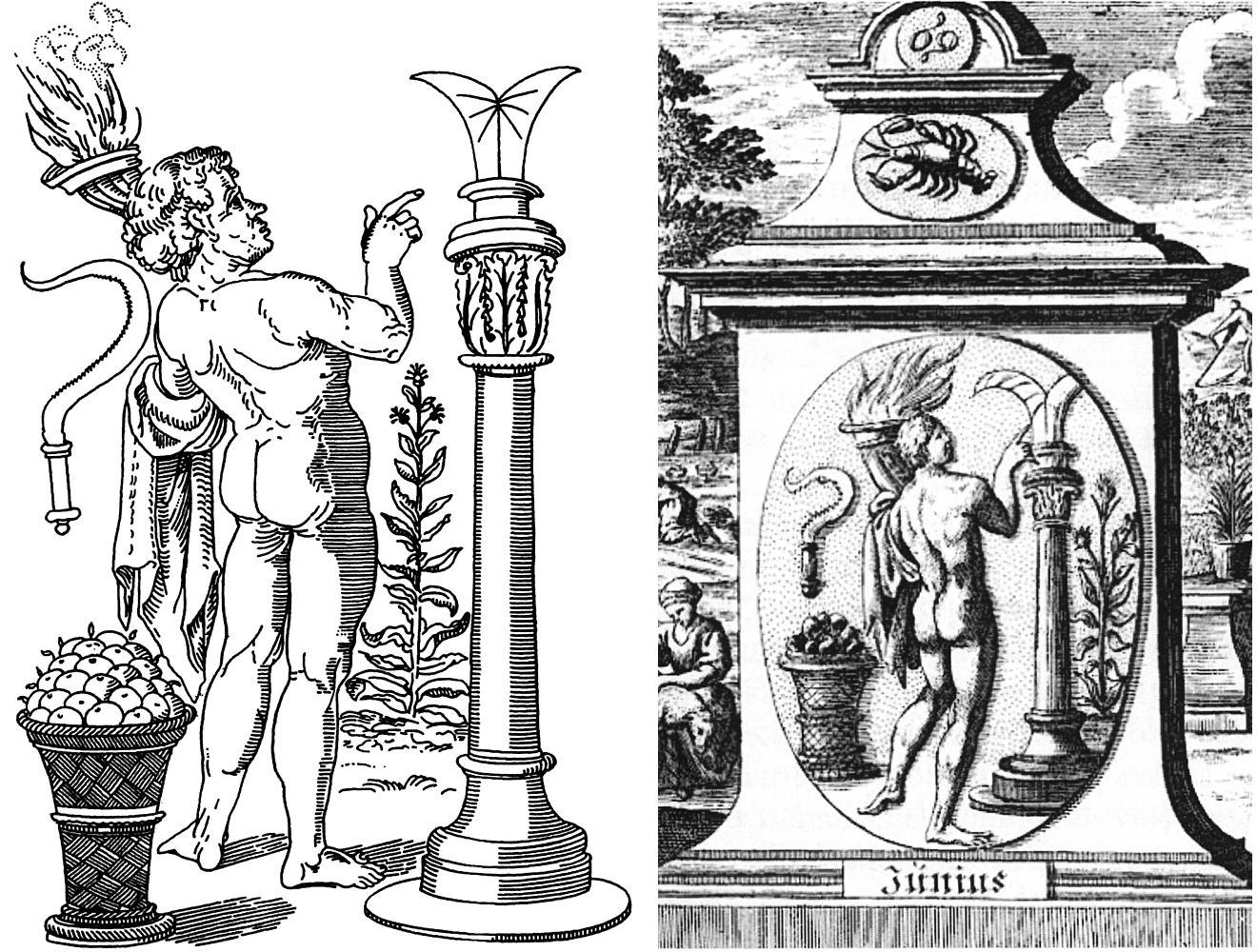
Links: Monatsbild „März“, Kalender des Philocalus (345, Stich nach einer Kopie aus dem 9. Jh.), Beispiel für die antike Form eines Monatsbildes; Rechts: antikisierende Wiederverwendung im 18. Jh. (Kupferstich, Ausschnitt).

Die frühen Hochkulturen verbildlichten den Zeitrhythmus des Jahreskreises gerne durch Darstellungen der Jahreszeiten oder Tierkreiszeichen. Erst aus dem 1. Jahrhundert n. Chr. sind die frühesten Repräsentationen einzelner Monate bekannt. Cäsars Kalenderreform von 46 v. Chr. war der entscheidende Faktor zur Ausbildung einer europäischen Monatsbildtradition, da die Ablösung des Mondmonats durch den Sonnenmonat die landwirtschaftlichen Planungs- und Organisationsvorgänge, die stets vom Sonnenjahr abhängig sind, vereinfachten und vereinheitlichten.
Die frühesten Monatsbildzyklen werden in zwei ursprüngliche Traditionsstränge eingeteilt. Die griechische Tradition gibt die Abfolge „heidnisch“-liturgischer Feste im Jahreskreis wieder. Fragmente der ältesten Monatsbildzyklen, die heute noch erhalten sind, finden sich in Athen, etwa als attischer Fries an der Metropolitankirche Hagios Eleutherios (Panagia Gorgoepikoos). Jedem Monat wurden dabei Götter und Kulthandlungen zugeordnet, was eine Funktion als illustrierter Festkalender nahelegt. Bereits damals nahmen die um Vegetation und Ernte kreisenden Dionysos-Feste eine besondere Stellung ein. Die Tendenz zur Personifikation abstrakter Begriffe und Ideen erleichterte später die Rezeption und Anpassung durch das Christentum, da sich hierdurch später leicht geistige Sinngehalte und christlich-religiöse Symbolik miteinander verbinden konnten.
Die römische Tradition besteht hauptsächlich aus profanen Motiven landwirtschaftlicher Arbeiten, die an bukolische Szenen angelehnt sind. Die Darstellungen begründeten sich wohl aus der schwärmerischen Sehnsucht nach dem Ideal eines „einfachen“ und „natürlichen“ Lebens auf dem Lande. Sie waren oftmals Teil der Ausstattung bürgerlicher römischer Villen und dienten damit vornehmlich dekorativen Zwecken. Die notwendigen Voraussetzungen für ein allgemeines Interesse an Monatsbildern hatten die römischen Steckkalender geschaffen, die bereits Abbildungen der Planetengötter und Tierkreiszeichen als symbolische Herrscher über Tage, Wochen und Monate (Chronokratoren) verwendet hatten.

### Spätantike und frühes Mittelalter

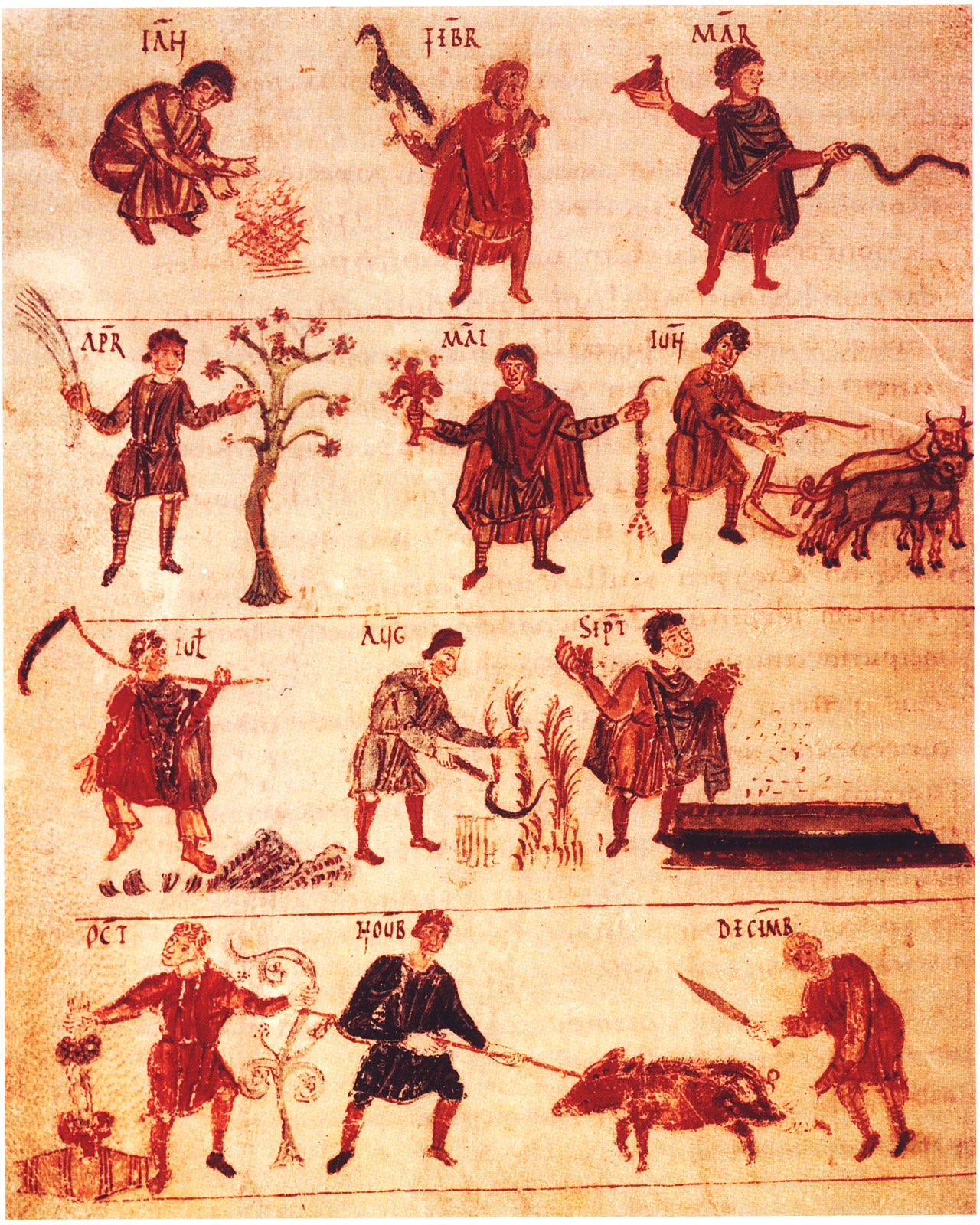
Monatsbilder auf dem Blatt einer Handschrift (Salzburg, um 818; Clm 210) – Übergangsform vom antiken „Festkalender“ zum mittelalterlichen „Arbeitskalender“.

Die grundsätzliche Voraussetzung für die Weiterführung der Monatsbildtradition und ihre christianisierende Umformung in den frühmittelalterlichen Handschriften war der teilweise Erhalt von Bildungs- und Kulturgütern der Antike im Abendland. Eine Schlüsselstellung nimmt der in mehreren Kopien seit dem 9. Jahrhundert erhaltene Kalender von 354 (auch Chronograph des Philocalus oder Fasti Philocaliani genannt) ein, der noch keine sichtbaren christlichen Einflüsse aufweist. Er stellt das früheste Werk dar, welches neben einem Kalender auch einen zwölfteiligen Monatsbildzyklus umfasst, der von vierzeiligen erläuternden Monatsversen begleitet wird.
Die Protagonisten des antiken Festzyklus wurden hier nicht etwa durch christliche Symbole, sondern durch religiös „neutrale“ Figuren und Attribute der jahreszeitlich bedingten Arbeiten ersetzt. Dies war möglich, da sich der ursprüngliche Festkreis bereits auf saisonale Gegebenheiten bezogen hatte. Eine „Verchristlichung“ des Sinngehalts des Gesamtzusammenhangs der Monatsbildzyklen fand erst ganz allmählich im Laufe der nachfolgenden Jahrhunderte statt. Dabei tendierte die Entwicklung zunehmend zur Gestaltung kleiner Szenen, die durch im weitesten Sinne agrarwirtschaftliche Arbeiten geprägt waren.
Diese Entwicklung von einer unmittelbar sakralen Bedeutung hin zu (oberflächlich betrachtet) recht profanen Themen verhinderte allerdings nicht, dass die Monatsbilder in liturgische Handschriften integriert wurden – offenbar als Symbolisierung der irdischen Zeit. Dieser Verwendungskontext bezeugt auch die große Bedeutung des Naturrhythmus des Jahres und der Jahreszeiten für den Lebensvollzug in der agrarisch strukturierten Gesellschaft des frühen Mittelalters.
Zu den ältesten bekannten Monatsbildzyklen in frühmittelalterlichen Handschriften gehören die Miniaturen in zwei Salzburger Handschriften aus der Zeit um 818 (Clm 210 und Wien, ÖNB, Nr. 387). In einer byzantinischen Ptolemäushandschift des Vatikans (Rom, Mitte des 9. Jahrhunderts), der karolingischen Kopie einer antiken Handschrift (der so genannte Leidener Germanicus) zeigt sich der Übergang von den repräsentativen Personifikationen zu den Monatsarbeiten.
Ein wichtiger Angelpunkt für die Entwicklung der Monatsbilder ist das Martyrologium des Wandalbert von Prüm (entstanden nach 850), welches wie der Kalender von 345 auch Monatsgedichte enthält. Weitere wichtige Handschriften, die Monatsbildzyklen aufweisen, sind das Sakramentar von Fulda (10./11. Jahrhundert, SBB-PK, theol. lat. 2° 192), das Ms. Cott. Julius A VI (Winchester, 11. Jahrhundert; London, Brit. Mus.) und der Festkalender von Saint-Mesmin (um 1000; London, Brit. Mus.); in späterer Zeit auch der Landgrafenpsalter (13. Jahrhundert; LB Stuttgart) und Elisabethpsalter (13. Jahrhundert; Cividale).

### Hohes Mittelalter

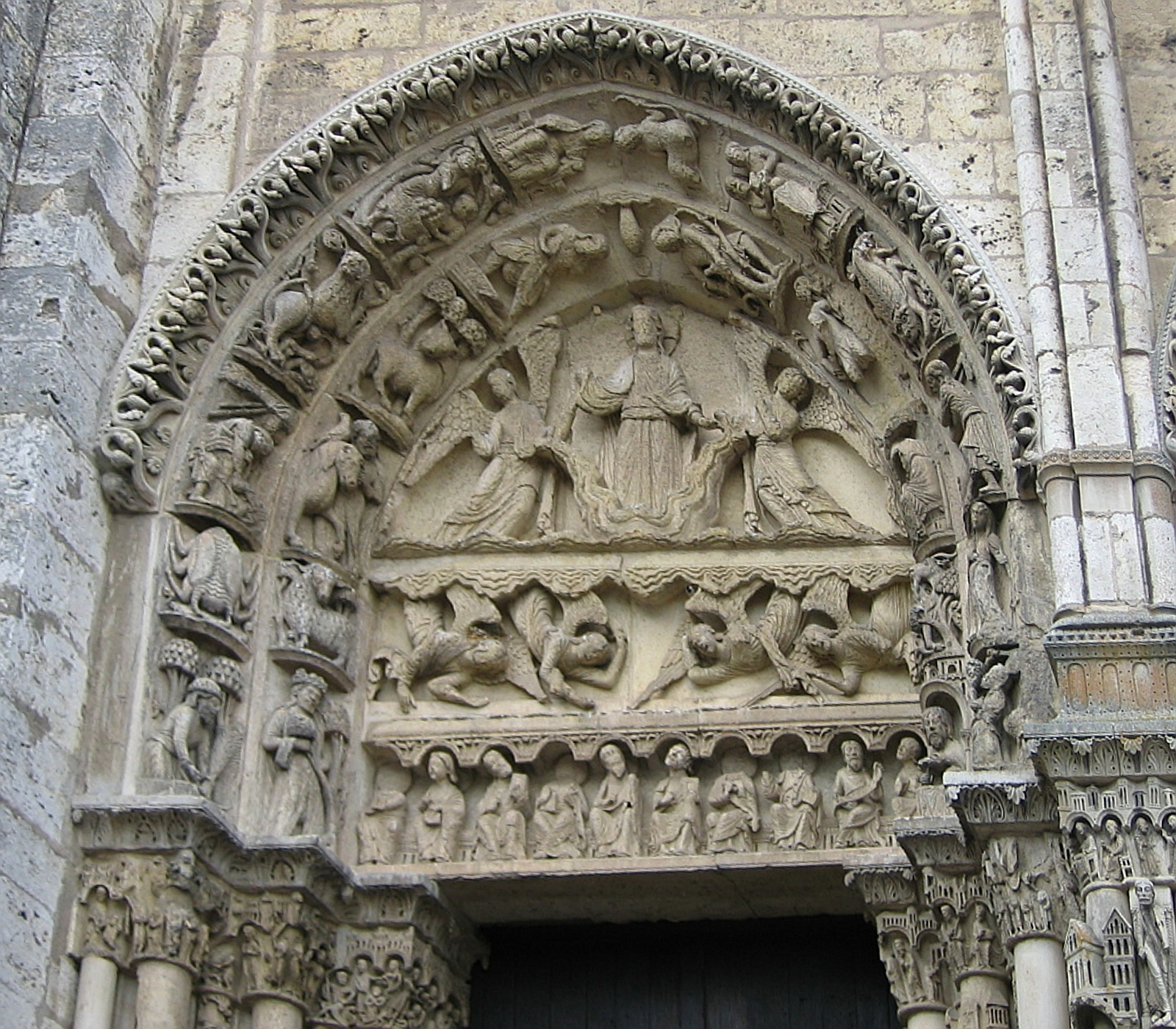
Tierkreiszeichen und Monatsbilder in den Archivolten des Westportals der Kathedrale von Chartres (Mitte 12. Jh.).

Als wichtiger literarischer Einfluss ist für die hoch- und spätmittelalterlichen Monatsbilder das landwirtschaftliche Handbuch des Palladius aus dem 4. Jahrhundert anzusetzen, das die Arbeiten der einzelnen Monate behandelte und während des Mittelalters häufig, auch von Gelehrten wie Albertus Magnus, Vinzenz von Beauvais oder Petrus de Crescentiis, verwendet wurde. Es ist in über 60 Handschriften überliefert und wurde sogar in verschiedene Volkssprachen übersetzt.
In Oberitalien und Frankreich wurden die Monatsdarstellungen seit dem 12. Jahrhundert vor allem als Teil der großen Portalprogramme der gotischen Kirchenbauten realisiert; sehr häufig erscheinen sie gemeinsam mit den Tierkreiszeichen an prominenter Stelle als Gewändeskulpturen im Bogenfeld eines wichtigen Portals. Kunstgeschichtlich bedeutende Zyklen finden sich an zentralen abendländischen Baudenkmälern des Mittelalters wie der Kathedrale von Amiens (Westfassade, linkes Seitenportal, um 1230), Kathedrale von Autun, Kathedrale von Chartres (beispielsweise Portail Royale, Bogenfeld, ca. 1145–55), Abteikirche Saint-Denis (westliche Vorhalle, ca. 1140/50) und Kathedrale Notre Dame in Paris (Westfassade, Marienportal, ca. 1220/30), an der Kathedrale von Reims, am Straßburger Münster (Westbau, Gewände des rechten Portals, begonnen 1276), am Markusdom in Venedig (Hauptportal) und an der Basilika Sainte-Marie-Madeleine von Vézelay (Vorhalle, Mittelportal, Relief des Tympanons, Chorweihe 1104).
Auch innerhalb der Kirchen finden sich Monatsdarstellungen, etwa als Wandmalerei, als Teil der Schnitzereien am Chorgestühl oder anderen Einrichtungsgegenständen, wie etwa dem Taufstein von Eschau (Straßburg, Musée de l’Œuvre Notre-Dame).

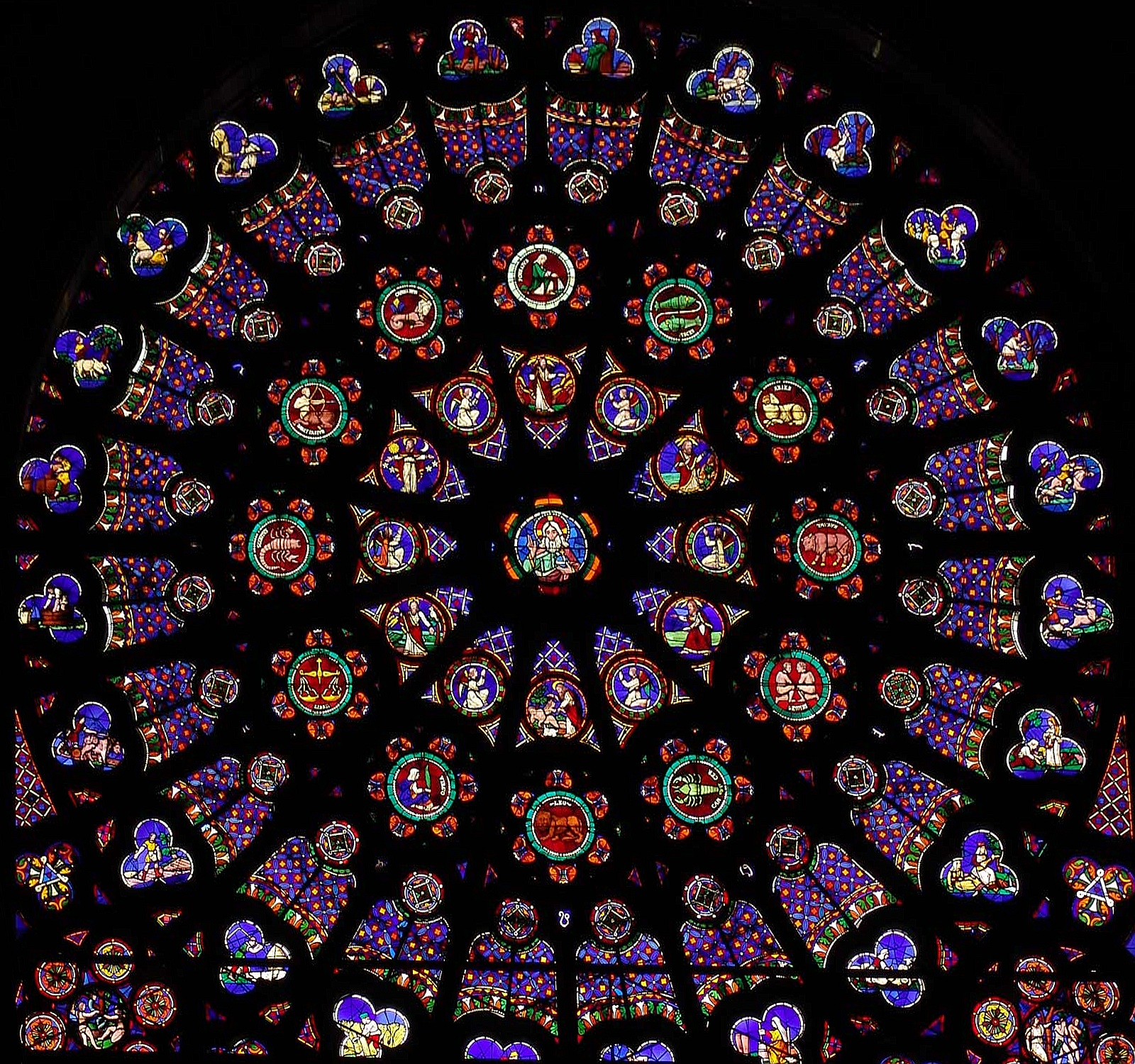
Die große Fensterrose in der Abteikirche St. Denis, Paris. Kosmologisches Schema: 24 Monatsbilder (äußerster Ring), zwölf Tierkreiszeichen (mittlerer Ring), Engel und die Schöpfung nach Gen 1 (innerster Ring), Gottvater (Zentrum).

Dank ihrer kreisrunden Form, die einen geschlossenen, prinzipiell endlosen Zyklus am besten aufnehmen kann, waren die großen Fensterrosen der gotischen Kathedralen ein besonders geeigneter Ort, um den Jahreslauf mittels der Monatsdarstellungen zu verbildlichen. Die geometrische Struktur erlaubte die synoptische Darstellung der unterschiedlichen kosmologischen Systeme des Mittelalters, also beispielsweise die Parallelität von Jahreslauf zu liturgischer Heilsgeschichte, Monatsheiligen, Aposteln. Prominentestes Beispiel für diese Gattung ist die Fensterrose der Kathedrale Notre-Dame in Lausanne (1235), die eine enzyklopädische Darstellung der mittelalterlichen Kosmologie im Kreisschema bietet. Andere kunstgeschichtlich bedeutsame Glasfenster finden sich z. B. in der Kathedrale in Chartres. Monatsbilder sind auch in oberitalienischen Fußbodenmosaiken mit konzentrischen Kalenderdarstellung des 11. und 12. Jahrhunderts erhalten, etwa in San Michele Maggiore in Pavia, in der Kathedrale von Otranto, in der Basilika San Savino in Piacenza (farbige Mosaiken, Krypta, 12. Jahrhundert) und im Dom in Aosta. Im 12. und 13. Jahrhundert finden sich in Oberitalien auch bedeutende Reliefs, etwa die ursprüngliche erste Säulengalerie des Baptisteriums in Parma (nach 1196) von Benedetto Antelami oder der Reliefzyklus an der Basilika San Zeno in Verona (Portikus). In Deutschland dominierte in dieser Zeit die Wandmalerei (keine Kalender). Ein Beispiel für einen gemalten Monumentalkalender ist der Triumphbogen in Notre-Dame de Pritz, Dep. Mayenne (2. Hälfte des 13. Jahrhunderts).

### Spätmittelalter

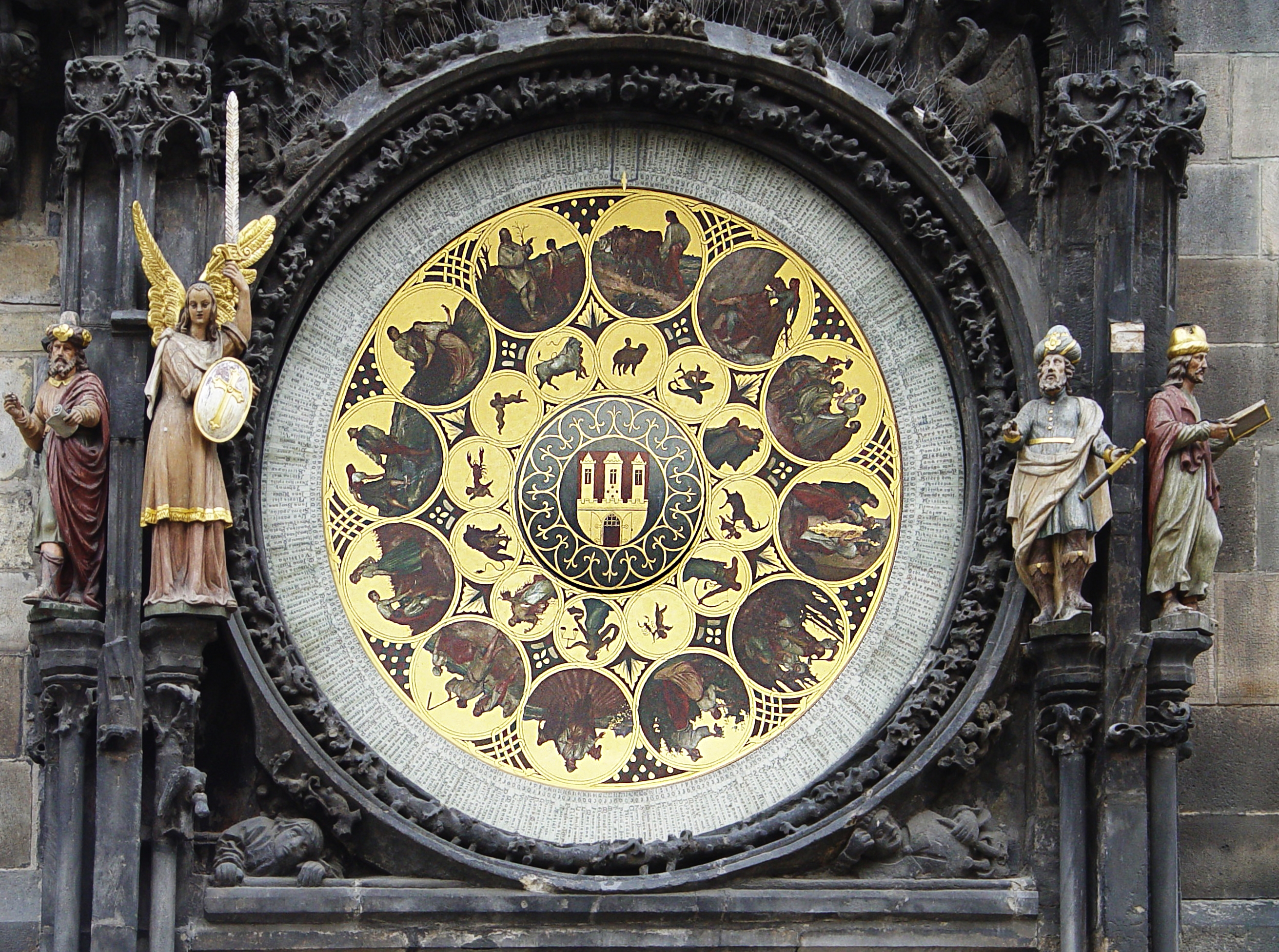
Monatsbilder, Tierkreiszeichen und Heiligenkalender (weißer Ring) als Teil der astronomischen Uhr am Prager Rathaus (J. Manes, 1864)

Auch die neu installierten Uhren der Kirchen und Rathäuser wurden seit dem späten Mittelalter bisweilen mit kosmologischen oder astrologischen Programmen ausgestattet. Beispiele für Monatsbilder finden sich im Umlauf um das Zifferblatt in der Rostocker Marienkirche (1379 bzw. 1472) oder (später) am Rathaus in Prag. Diese Zyklen entsprechen der traditionellen Ikonographie.
Nach dem sakralen eroberten die Monatsbildzyklen im späten Mittelalter auch den profanen Bau. Damit waren sie nun auch permanent im öffentlichen Raum gegenwärtig. Ein herausragendes Beispiel sind die 24 Darstellungen als Teil des Programmes der Brunnenanlage Fontana Maggiore in Perugia (1275–1278), die von Niccolò und Andrea Pisano gestaltet wurden. Das Zürcher Bürgerhaus Zum langen Keller verfügte vermutlich seit dem frühen 14. Jahrhundert über eine Ausschmückung mit Monatsbildern, ebenso das Kloster Wienhausen. Der Triester Freskenzyklus gehört zu den bedeutendsten Wandbildern des Internationalen Stils um 1400. Die noch erhaltenen Ausmalungen legen eine enge Verwandtschaft zu den Bildprogrammen der Handschriften und Kathedralen nahe.
Nachdem die städtische Hallenkirche die gotische Kathedrale abgelöst hatte, wurden Monatsbilder vornehmlich für Handschriften erstellt, häufig als Teil von Illustrationen der Kalendertafeln in Kalenderwerken, Stunden- und Gebetbüchern. Dieser Medienwechsel verursachte eine grundlegende Wandlung der Funktion und der Gestaltung der Zyklen. Sie wurden zu bereicherndem, luxuriösen Buchschmuck, der der privaten Kontemplation über den Jahreslauf in Bildern dienen konnte. Darüber hinaus war oftmals auch eine sichtlich unterhaltende Wirkung bezweckt. Deutlich zu erkennen sind diese Aspekte etwa beim Fall der Miniaturen der Stundenbücher des Herzogs von Berry. Die Monatsbilder der Très Riches Heures (1412/16) gehören mit der genauen Wiedergabe der königlichen Schlösser „um ihrer selbst willen“ außerdem zu den ersten „realistischen“ Landschafts- und Gebäudedarstellungen in Europa nach der Antike.

### 15. bis 18. Jahrhundert

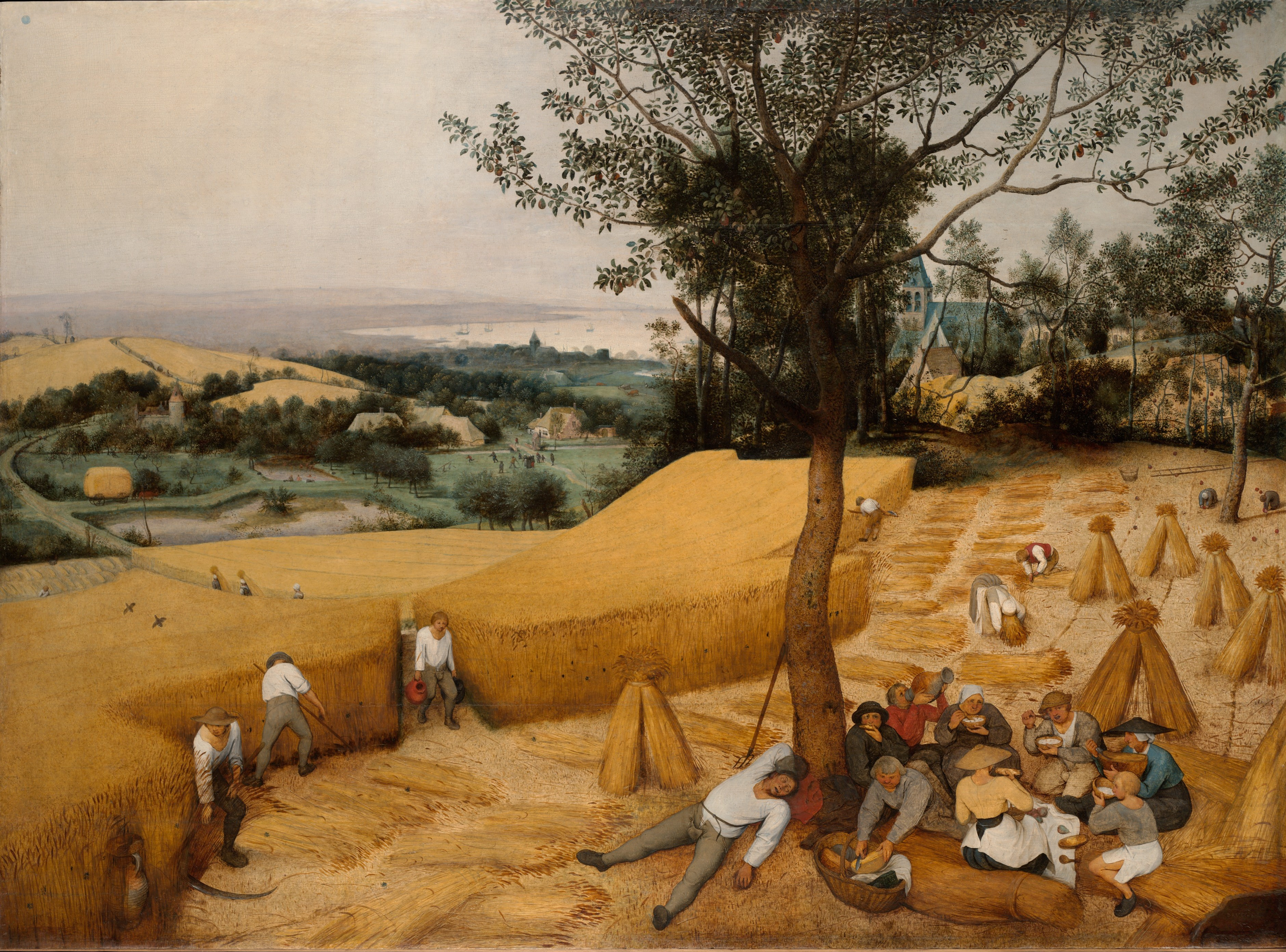
Pieter Bruegel, Die Kornernte (Flandern 1565; New York, Met.) – die Ikonographie der Monatsbilder wird von der Tafelmalerei aufgenommen, die Tradition wird zu einem Motiv-Steinbruch für die Landschafts- und Genremalerei.

Nachdem bereits Anfang des 15. Jahrhunderts illuminierte Handschriften der Eklogen und der Georgica des Vergil hergestellt worden waren, die Miniaturen eines idealisierten Landlebens enthielten, kam – nicht unähnlich der römischen Tradition – die schwärmerische Idee vom „einfachen Landleben“ wieder in Mode. In der Folge wurden, ausgehend von den Entwicklungen am französischen Hof, die Darstellungen der „Monatsarbeiten“ in den reich illustrierten Stundenbüchern aus Flandern allmählich immer mehr durch Szenen mit „Monatsfreuden“ ersetzt.
Ein Einblatt-Kalender des Johannes von Gmunden aus der 2. Hälfte des 15. Jahrhunderts in der Holzschnitt-Technik (irreführend als Xylographischer Kalender von 1439 bezeichnet) bietet den ersten bekannten Druck der Monatsbilder. Bald darauf wuchs die Zahl der nach gängigen Vorlagen massenhaft gedruckten, oft qualitativ minderwertigen und stark vereinfachten Monatsbildzyklen in billigen Einblatt- und Bauernkalendern unüberschaubar an.
Gegen Ende des 15. Jahrhunderts wurden Kalenderhandschriften und -drucke produziert, die reich mit medizinischen, astrologischen und kosmologischen Bildern ausgestattet waren. Wichtige Produktionsstätten sind Strassburg, Leipzig und Nürnberg; aus dem oberdeutschen Raum sind zahllose Manuskripte bekannt. In diesem Jahrhundert kam es zur bedeutendsten Kalenderreform der Neuzeit, die auch bäuerliches Erntejahr und Himmelsjahr (Sternkreis) wieder zur Deckung brachte und einen weltweiten Deutungs- und Geltungsanspruch der Katholischen Kirche signalisierte. Denn ab 1582 kam es zur zögerlichen Annahme des gregorianischen Kalenders in Europa und mit den Folgen der Entdeckungsreisen darüber hinaus.
Kunsthistorisch bedeutende Monatsbildzyklen aus dieser Zeit sind das früher als Sforza-Stundenbuch bezeichnete Schwarze Stundenbuch von Karl dem Kühnen, dem letzten Herzog von Burgund, welches in Flandern um 1470 entstanden ist (Wien, ÖNB, Nr. 1856), die Bilder von Lucas Cranach d. Ä. nach dem Kalender des Philocalus sowie der Arbeitskalender auf das Jahr 1483 aus der Offizin des Peter Drach in Speyer, der dem Meister des Hausbuches zugeschriebene Monatsarbeiten enthält. Ebenfalls bekannt sind die Illustrationen von Urs Graf zu Kunspergers Kalender und die Bilder von Hans Sebald Beham zum Calendarium historicum (1557) von Michael Beuther.
Neben der Tradition der Kalenderillustrierung, die ihren Höhepunkt mit Simon Bening erreicht hatte, sind aus dem 16. Jahrhundert auch mehrere graphische Zyklen aus Deutschland bekannt, etwa der Kupferstichzyklus Das Bauernfest von Sebald Beham, der einen „Zwölfmonatstanz“ präsentiert. Pieter Bruegel d. Ä. übersetzte die Monatsbilder in seinem berühmten, (vermutlich) sechsteiligen Zyklus Die Jahreszeiten in die Tafelmalerei. Er vereinte die Darstellungen von Landschaft und Jahreszeitenwandel, wobei er unzählige Elemente der Monatsdarstellungen aufgriff und zitierte.
Aufgrund der schlechten Überlieferungslage kann nur vermutet werden, dass wahrscheinlich unzählige Wandteppiche der frühen Neuzeit Monatsbilderzyklen aufwiesen. Aus dem 17. Jahrhundert sind aus den Niederlanden und vereinzelt aus Italien Gobelin- und Gemäldefolgen bekannt, wie z. B. ein Gobelin nach Vorlagen von Jan van den Hoecke aus Brüssel um 1650 (heute Wien). Der Nürnberger J. B. Herold fertigte um 1708 zwölf Geschützrohre („Monatsrohre“), von denen jedes ein anderes Monatsbild trägt (Wien, Heeresgesch. Mus.), ähnliche Geschützserien sind auch für die Kurfürsten von Sachsen gegossen worden (heute Königstein).

### Weitere Rezeption

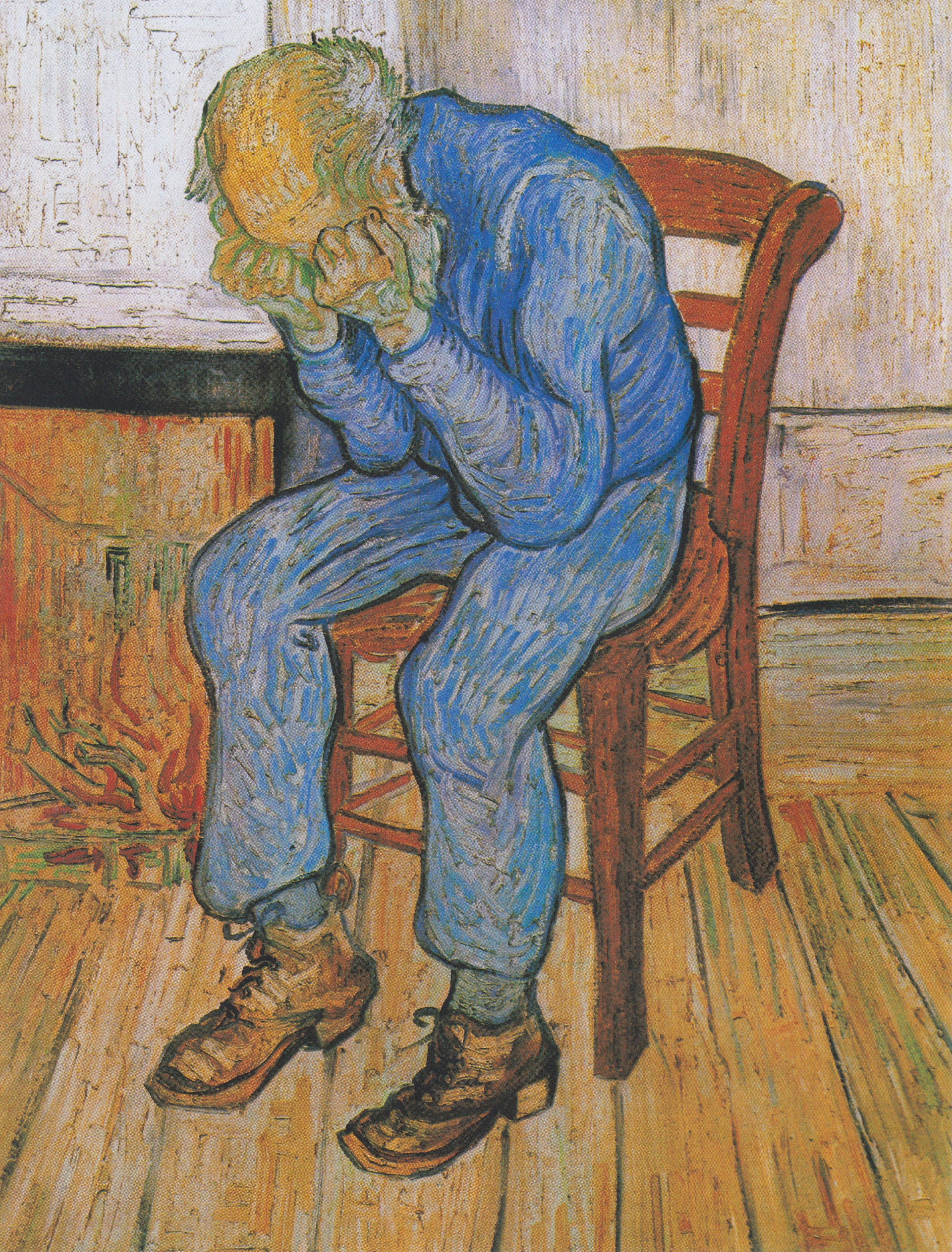
Vincent van Gogh, An der Schwelle der Ewigkeit (1890; Kröller-Müller Mus.).

Mit Beginn des 18. Jahrhunderts zerfällt langsam die Tradition der Monatsbildzyklen zugunsten der vierteiligen Zyklen der Jahreszeiten, die parallel zu den Monatsdarstellungen seit der Antike koexistiert und sich gegenseitig ikonographisch beeinflusst hatten. Seitdem sind nur noch wenige Zyklen von Bedeutung bekannt, etwa der Medaillonzyklus am Prager Rathaus von Josef Mánes aus dem Jahr 1864, die idyllisierenden Holzschnitte von Moritz von Schwind zum Kalender des Jahres 1844 oder die Darstellungen des Wieners Anton Krejacar aus dem 20. Jahrhundert.
Die einzelnen Sujets hatten sich in der frühen Neuzeit oftmals verselbständigt und eigene ikonographische Traditionen begründet, die bald nicht mehr im direkten Zusammenhang mit ihrem Ursprung standen. Abgesehen von „benachbarten“ Bildtraditionen, die kompromittierend auf die Darstellungen gewirkt haben könnten, sind einige Motive und Motivfügungen für die europäische Kultur auch von geradezu „archetypischer“ Qualität: so können Darstellungen des Sämanns, des pflügenden Bauern oder der Jagd nicht automatisch auf die Monatsbilder zurückgeführt werden, sondern waren als Teil eines kollektiven Bildgedächtnisses auch immer unabhängig von dieser Überlieferung produktiv.
Moderne Beispiele für ein Wiederaufgreifen der klassischen Monatsbildikonographie wie etwa John Colliers Maiausritt der Guineverel sind seltene Einzelfälle. Ein besonders bemerkenswerter Fall ist Vincent van Goghs An der Schwelle der Ewigkeit von 1890. Hier greift der Künstler das vielleicht am häufigsten dargestellte Motiv der Monatsbilder, das „Wärmebild“, auf. Wurde ein Zyklus gleichzeitig zur allegorischen Darstellung der Lebensalter des Menschen verwendet, so war das Kältemotiv zugleich stets auch das Bild des Greisenalters. Diesem waren im Mittelalter die Qualitäten kalt und trocken (das Element Erde, der „böse“ Planet Saturn, die Krankheit und das Temperament der Melancholie) zugeordnet; man ging davon aus, dass alte Menschen darum frören und sich gerne ans Feuer setzten. Van Gogh griff die alte Ikonographie in dieser Bedeutung wieder auf und interpretierte sie neu.
Eine umfassende kunsthistorische Aufarbeitung der Monatsbildtradition steht noch aus. Daher fehlt eine verbindliche Systematisierung der Gesamtüberlieferung und ein angemessener Überblick über die historischen Entwicklungslinien der Monatsbildreihen und ihrer Rezeption bis zur Gegenwart.

## Monatsmotive

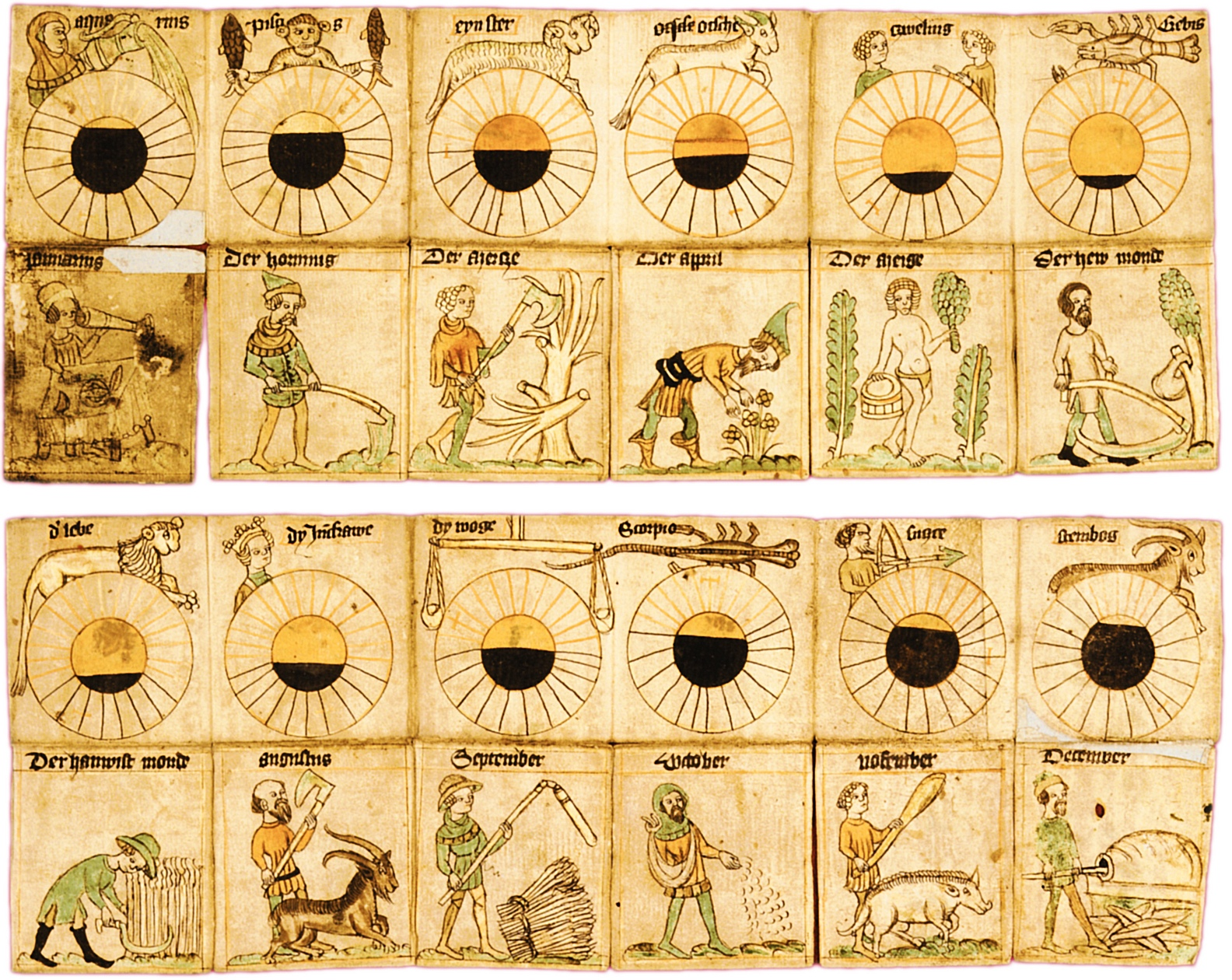
Faltbarer Taschenkalender (ca. 1400; SBB-PK, Lib. Pic. A 72) – kompletter Monatsbilderzyklus mit Tierkreiszeichen und Verzeichnis der Stunden mit Tageslicht je Monat.

Die Zuordnung der zur Nahrungsmittelproduktion notwendigen Verrichtungen in der Natur zu dem zugehörigen Monat nimmt seit dem frühen Mittelalter den größten Raum in den Zyklen ein. Die traditionellen Arbeiten in der Land- und Forstwirtschaft sind stark von der Witterung abhängig, wodurch die genauen Termine erheblichen Schwankungen unterliegen können. Es ist davon auszugehen, dass die Monatszyklen langjährige Durchschnittserfahrungen spiegeln. Weiterhin sind die klimatischen Unterschiede der verschiedenen Regionen Europas für die Abweichungen in der Aufeinanderfolge der landwirtschaftlichen Arbeitsabläufe in den Zyklen verantwortlich. Die Abläufe der „deutschen“ Serien des Mittelalters entsprechen den damaligen örtlichen Klimaverhältnissen. Eine verbindliche Reihenfolge gibt es in den anpassungsfähigen Zyklen allerdings nicht.
Natürlich entspricht die Beschränkung der Darstellung auf eine ausgewählte Tätigkeit für einen Monat nicht der Lebenswirklichkeit. Das formale Prinzip beschränkte jedoch bis ins Spätmittelalter hinein die Bilder auf ein einzelnes Thema pro Monat und zudem weitestgehend auf elementare Vorgänge. Es sind „einfache“ Tätigkeiten, die zu einem „einfachen“ Ertrag führen. Auf diese Weise wurde allerdings ein mit einer bestimmten Monatsarbeit belegtes Kompartiment für andere Inhalte blockiert. Das führte auch zu gewissen, in der natürlichen Abfolge der Arbeitsabläufen begründeten quasi-Automatismen der Monatsarbeitensequenz.

### Themengruppen

#### Brot
Die Monatsbilder, die sich mit der Getreideproduktion beschäftigen, nehmen in den mittelalterlichen Zyklen den größten Raum ein. Das erste Pflügen und die Aussaat des Sommergetreides erfolgte gewöhnlich im März – die Zweiteilung des Getreideanbaus in Sommer- und Wintersaat erforderte ein Pflügen der Felder zu diesem Zeitpunkt.

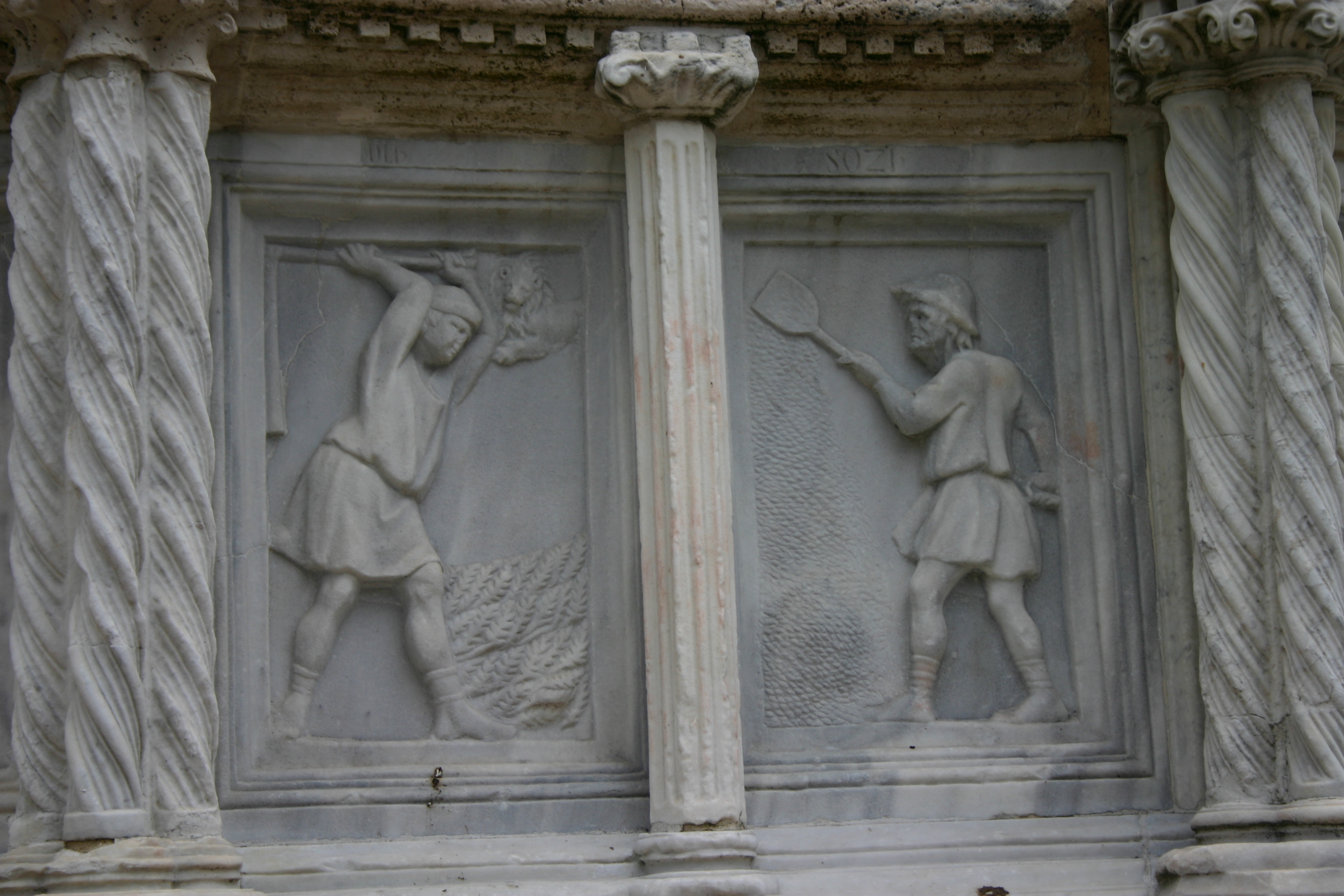
Andrea und Niccolo Pisano, „Juli“, Hochrelief an der Fontana Maggiore (Perugia, 1275–78) – Dreschen und Worfeln.

Im August, dem „Erntemond“, wurde das Getreide in aller Regel wieder geerntet. Typisch für das Erntebild ist der Schnitter, der mit einer Handsichel ausgerüstet die Ähren fest umfasst und abschneidet – eine Methode, bei der besonders wenig Körner verlorengehen. Die manchmal zerrissenen Kleidungsstücke der Arbeitenden weisen auf ihre Zugehörigkeit zur sozial untersten Schicht der Tagelöhner hin, die diese Tätigkeit verrichtete. Sie liefen oftmals barfuß oder nur in Strumpfhosen ähnelnden Beinlingen, um die wertvollen Körner nicht zu zertreten. Am Gürtel trugen sie meistens einen Schleifstein in einer speziellen Scheide, die mit Wasser gefüllt war. Weiterhin können die Szenen das Zusammenharken von Strohhaufen und das Binden von Garben zeigen. In späterer Zeit nimmt die Darstellung einer Arbeitspause von der Feldarbeit, die schließlich zu einem üppig-festlichen Picknick mit anschließendem Mittagsschlaf geraten kann, immer mehr Raum ein.
Im September oder Oktober wird erneut gepflügt und ein Teil der Ernte als Wintersaat wieder ausgebracht. Hierbei wird häufig ein Sämann dargestellt, der ein Sälaken über dem Arm trägt, aus dem er die Saat in die frisch aufgepflügten Furchen wirft. Ein Sack mit Saatgut steht in der Regel in seiner Nähe. Oft wird auf dem Feld nicht gepflügt, sondern die Aussaat mit Hilfe einer primitiven, von einem Zugtier geschleppten Rahmenegge in das Erdreich eingearbeitet, um sie vor den Vögeln, die ebenfalls im Bild gezeigt werden können, zu schützen.
Außerdem können in den Herbstmonaten das Dreschen des Getreides mit Flegeln und das Reinigen des ausgedroschenen Korns von der Spreu durch Hochwerfen mit Schaufeln oder speziellen Körben, und in den Wintermonaten das Brotbacken – meist durch Einschieben der Teigrohlinge mit einem Brotschieber in einen offenen Backofen – dargestellt sein. Im Januar- oder Februarbild schließlich taucht meistens das Getreide zubereitet, z. B. als Brotlaib oder Brötchen auf der (festlichen) Tafel wieder auf.

#### Wein und Obst

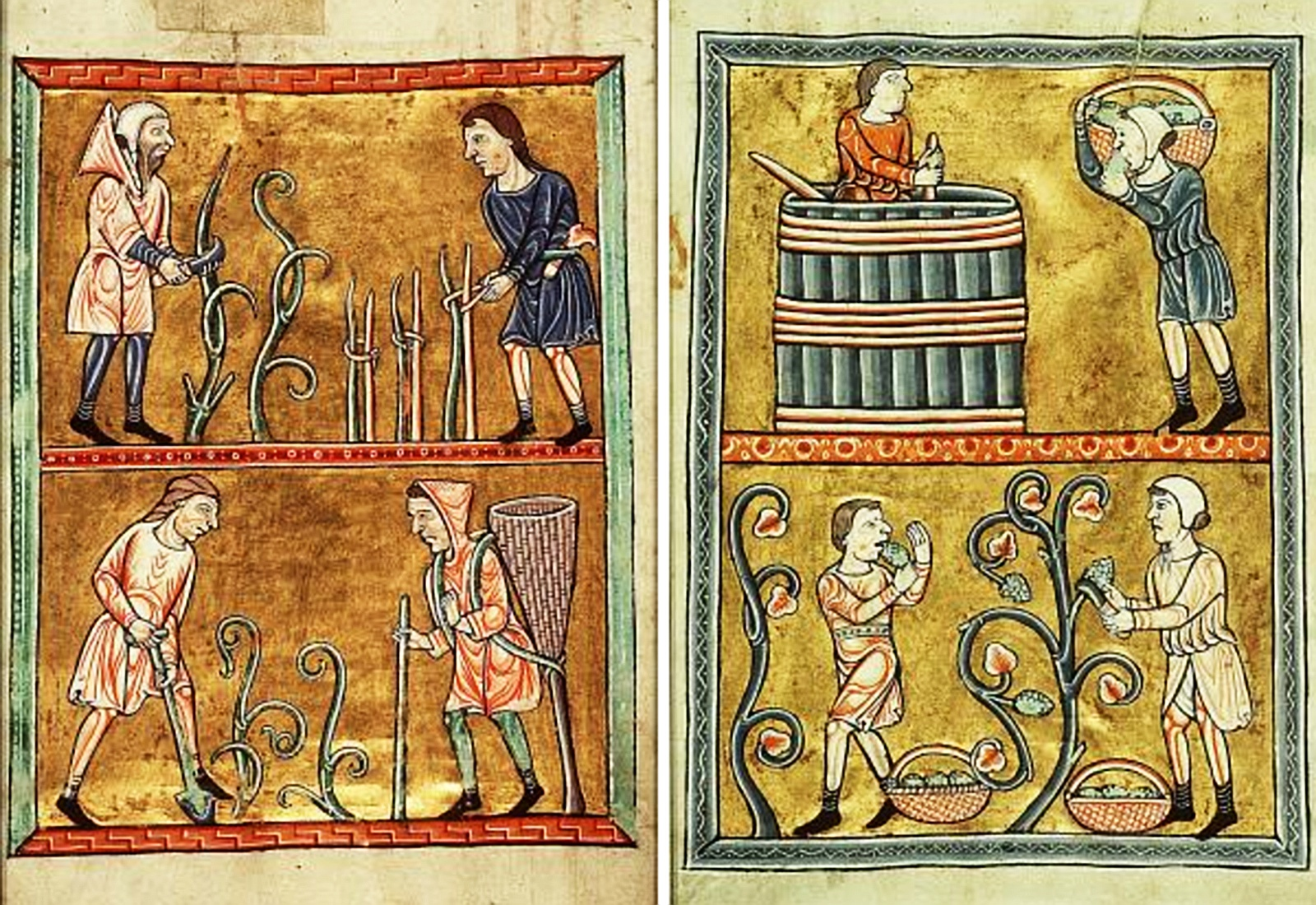
„März“ und „September“, aus einem Psalter (um 1180; Den Haag, KB, 76 F 13, fol. 3v u. 9v) – Beschneiden und Befestigen der Rebstöcke, Erdarbeiten; Weinkelter und -lese.

Die Produktion von Wein hat im Zyklus zwei relativ feste Plätze: das Schneiden und Pfropfen der Reben im April oder Mai sowie im September oder Oktober die Weinlese. Ergänzend finden sich manchmal auch die Arbeit an Obstbäumen und die Obsternte als Motiv.
Das entsprechende Monatsbild im Frühjahr, das im Weinberg oder auch im Obstbaumbestand angesiedelt ist, besteht ursprünglich nur aus der Darstellung einer einzelnen, in die Arbeit vertieften Person mit einem Werkzeug. Mit der Zeit werden die Szenen immer umfangreicher, oftmals sind dabei die Tätigkeiten im Weinberg und an den Obstbäumen in einem einzelnen Bild zusammengerückt. Das Stutzen der Pflanzen, verschiedene Erdarbeiten, das Düngen sowie der Transport, das Setzen und das anschließende Befestigen der Rebstöcke an die Rebpfähle können hinzutreten. Die Weinlese wird entweder als das Pflücken, das Keltern oder als Kombination beider Vorgänge gezeigt. Die Lese der Trauben wird schon früh als arbeitsteilige Gruppenarbeit dargestellt. Dabei werden die Beeren von Pflückern geerntet und in Körben oder Tragekiepen gesammelt, die von Trägern oder auf Holzfuhrwerken zur Kelter gebracht werden. Manchmal ist die Kelter in großen Bottichen – fast immer noch die traditionelle Form durch Zerquetschen mit den Füßen, sehr selten auch mechanisch – und das Abfüllen des Mostes in Fässer auch im Bild zu sehen. Erst später werden das Abfüllen des Weins, der sogenannte Probetrunk und der Verkauf des Endproduktes thematisiert.
Wein diente nicht nur als Symbol für den gehobenen Lebensstandard des Grundherren, sondern war auch für die Kleriker als Bestandteil des Altarsakraments unverzichtbar. Der Weinstock kann immer auch als christliches Symbol verstanden werden, umso mehr in einem Zyklus, der sich inhaltlich schwerpunktmäßig mit der Grundlage des anderen Altarsakraments, des Brots, beschäftigt. So kann mit der Darstellung des Sämanns stets das Gleichnis von „Christus als Sämann“ (Mk 4,3–8, Mt 13,1–8, Lk 8,5–8) konnotiert werden.

#### Fleisch

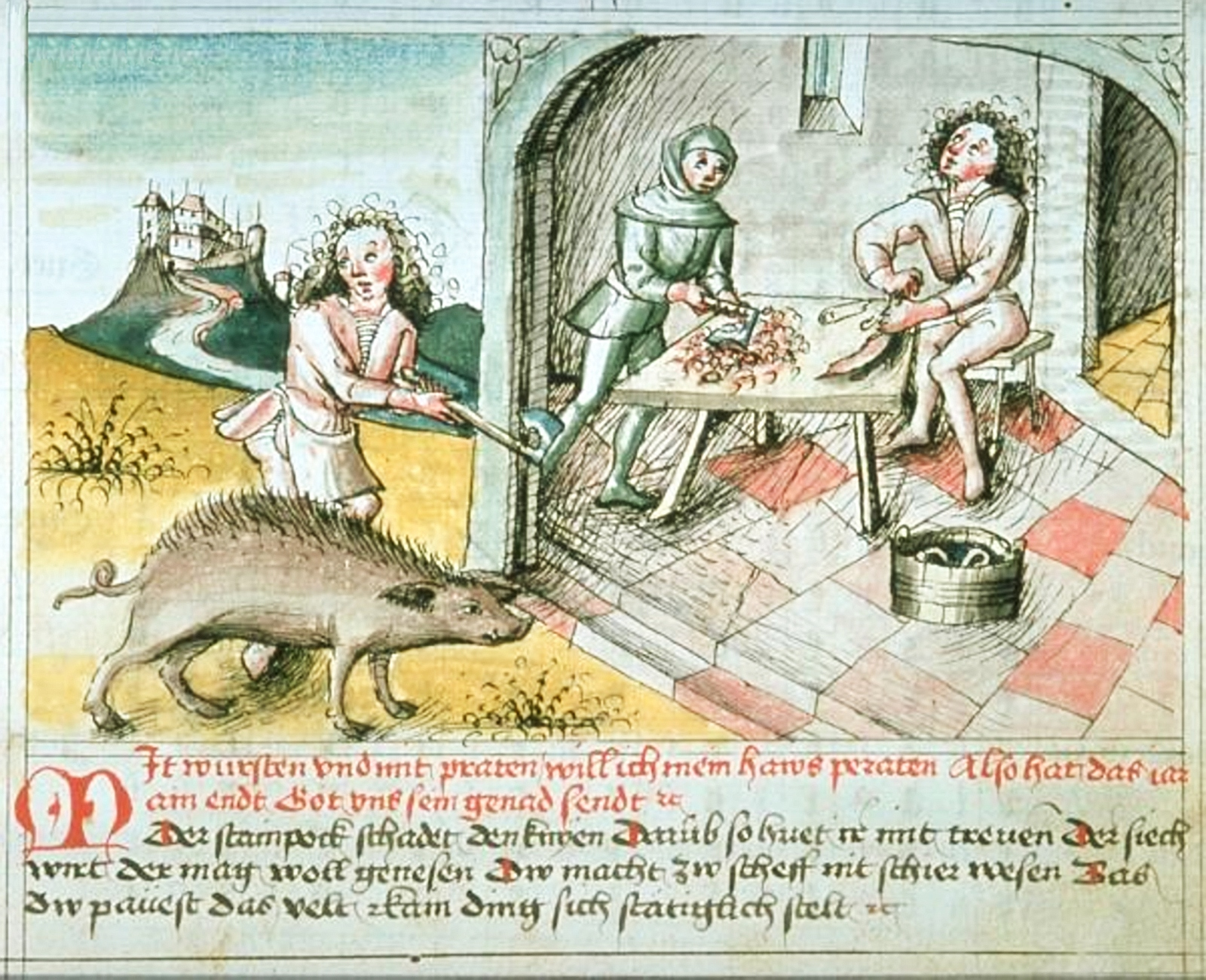
Schweineschlachten (ca. 1475; Wien, ÖNB, Nr. 3085) – unter dem Bild der Monatsvers für Dezember: MJt wursten vnd mit praten / will ich mein haws peraten / Also hat das iar ain endt / Got vns sein genad sendt.

Der Umfang des Themenkomplexes Fleischproduktion schwankt in den Zyklen erheblich. Dem Monat November wird häufig die (Eichel-)Mast der Schweine zugeordnet. Die Bilder zeigen die in die Eichenwälder getriebenen Schweine, oftmals ist auch zu sehen, wie die Hirten mit langen Stangen die Eicheln aus den Baumkronen schlagen.
Im Dezember erfolgt für gewöhnlich das Schlachten oder der Verkauf von Rindern oder Schweinen und die Zubereitung von Würsten. Am häufigsten ist das Betäuben – bisweilen auch eines Rindes – durch einen Schlag auf den Schädel mit einem stumpfen Gegenstand (Rückseite einer Axt, Hammer) dargestellt. Eine alternative Szene zeigt den Metzger auf dem Schwein kniend bei der Durchtrennung der Kehle des Tieres. Ein Helfer fängt gewöhnlich das herauslaufende Blut in einem langstieligen Tiegel zur Weiterverarbeitung auf. Stroh und Besen liegen oftmals schon bereit, um die Borsten abzuflämmen und zu entfernen. Ein Tisch und verschiedene Fleischerwerkzeuge können ebenfalls Teil der Szene sein.
Ein anderes Bildmotiv für die Wintermonate ist die Jagd. Meist ist das Erlegen des Wildes (Wildschwein, Hirsch) oder die Rückkehr mit der Beute dargestellt, oft zu Pferde und mit einer Meute von Jagdhunden. Einige Zyklen bilden auch die Jagd auf Vögel, den Fischfang mit Netzen oder Reusen oder das Fallenstellen ab.
Die Mahd, das heißt die Heuernte, die der Herstellung des (winterlichen) Viehfutters und damit mittelbar der Fleischgewinnung diente, wird in den Monaten Juni und Juli gezeigt. Dabei gilt die Bodenbearbeitung nicht dem Getreideanbau, der für den Sommer bereits zu spät, für den Winter noch zu früh erfolgt wäre. Wie schon der Name „Brachmonat“ vermuten lässt, dient das Pflügen im Juni dem Aufbrechen der brach liegenden und als Weideland für das Vieh dienenden Anbauflächen. Deren Freihaltung von unerwünschten Unkräutern und Gräsern erforderte ein bis zu dreimaliges Aufpflügen zwischen Juni und September.
In den Wintermonaten wird bisweilen auch die Zubereitung von Fleisch oder Würsten (an der offenen Kochstelle) oder ihr Verzehr bei Tisch dargestellt.

#### Holz

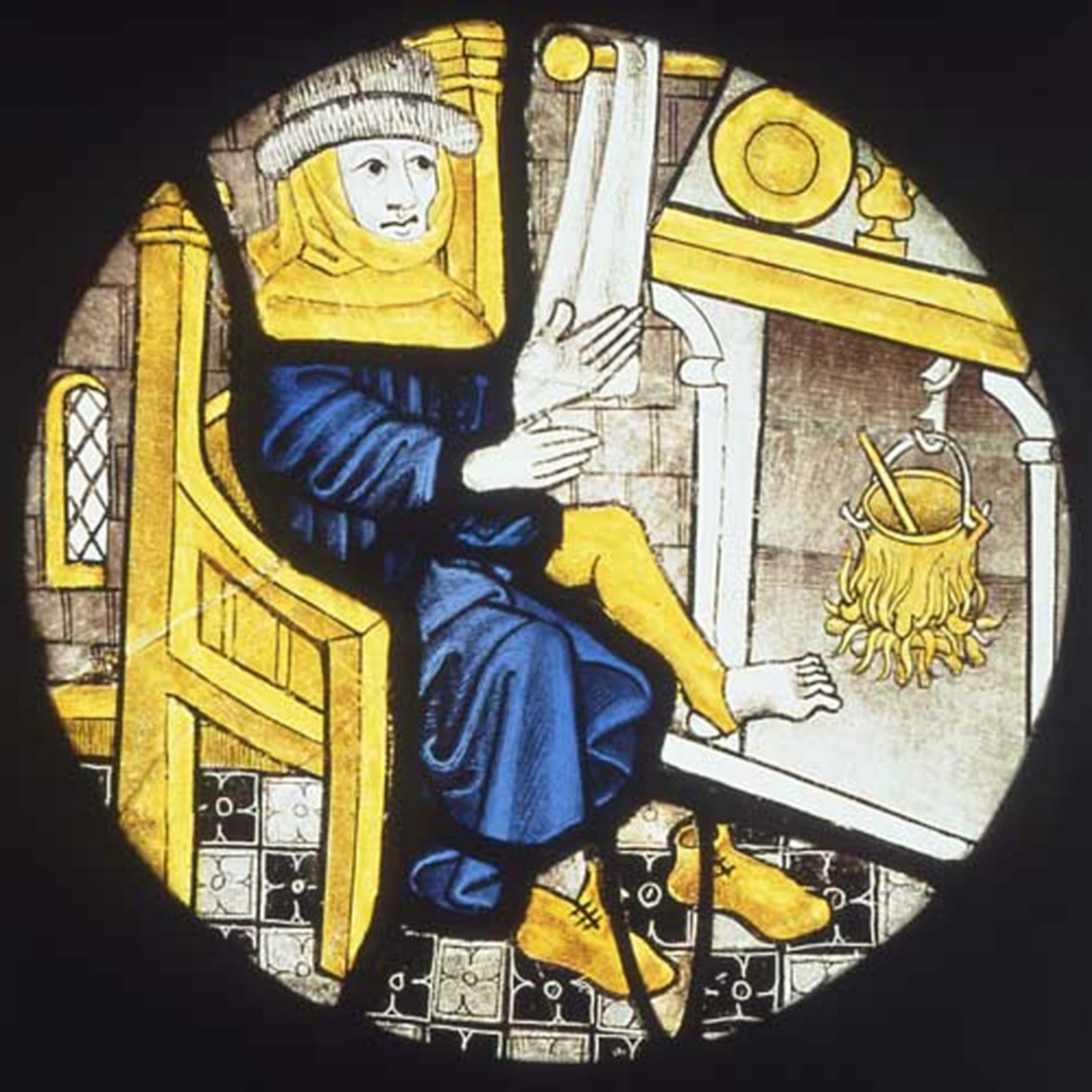
„Januar wärmt sich am Feuer“ (Glasmalerei, Norwich 1480/1500).

Das Holzschlagen und -tragen als Tätigkeit in einem der Wintermonate November oder Dezember ist eher lose in der Tradition verankert. Das Holzfällen im Wald ist – ebenso wie die Jagd – nicht der bäuerlich-landwirtschaftlichen Sphäre zuzuordnen. Im forstwirtschaftlichen Metier wurden in der Regel Lohnarbeiter eingesetzt, da frondienstpflichtige Bauern kaum zu beaufsichtigen waren und erheblichen Schaden im empfindlichen Wald hätten verursachen können. Die Arbeiter werden mit langstieligen Äxten oder Handbeilen bei der Arbeit gezeigt. Bisweilen steht ein Pferdegespann bereit, um das Holz in einem großen Rungenwagen abzutransportieren.
Im „Kältemotiv“ des Januars oder Februars erscheint stets eine (häufig ältere) Person, die sich – oft dick vermummt – am Feuer wärmt. Dieser sogenannte Janus wärmt sich am Feuer-Typus zeigt den Nutzen und Verbrauch des gewonnenen Produkts „Holz“ zur Wärmeerzeugung. Die Motive des Winterschmauses und des Kaminfeuers können auch zusammenfallen. In späteren Zyklen wird dieses Doppelmotiv dann in eine „anheimelnde“ häusliche, oftmals wohl familiäre Szene verwandelt. Der Januar und Februar kann auch zu einer zusammenfassenden „Vor- und Gesamtschau“ auf den Jahreskreis genutzt werden, indem der Künstler Hinweise auf alle Themenkreise der Monatsdarstellungen in dieses Jahresanfangs-Bild einfließen lässt.
Zu den späteren Erweiterungen des Themenkreises gehören das Brennholzhacken und -sägen im Januar und der Holztransport mit dem Esel oder per Schiff.

#### Feste
Als besondere Monate durchbrechen Mai und April die Sequenz der Arbeiten mit dem Topos des locus amoenus. Im Garten oder der kultivierten Natur werden die Mühseligkeiten der reinen Versorgung mit Grundnahrungsmitteln transzendiert. Das Maibild ist Schmuck und innerhalb des Zyklus eine Station der Erholung und Freude.

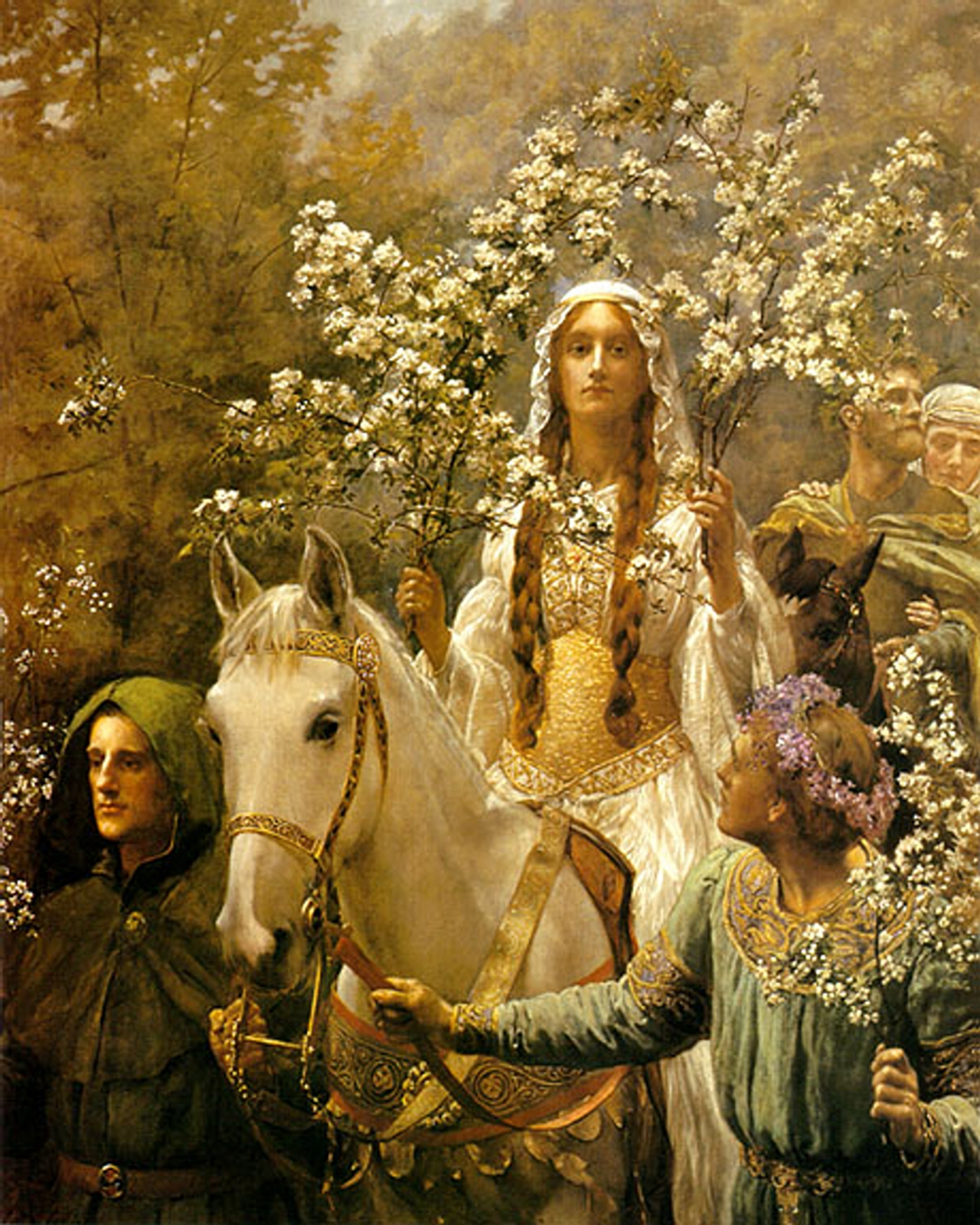
John Collier, Queen Guinevre’s Maying (1898) – eines der seltenen Beispiele für die Wiederaufnahme der klassischen Ikonographie der Monatsbilder im 19. Jh.

Die Grundform dieses Bildes ist die Darstellung einer Person, die ein oder zwei grüne Zweige in den Händen hält. Diese sogenannten April floridus-Figuren (deren Geschichte bis zu den antiken Robigalien zurückreicht), finden sich auch in den Tacuina sanitatis und in der Ikonographie der vier Jahreszeiten. Blumen und grüne Blätter trugen seit der Antike konventionell die Bedeutung von Erneuerung und Wiedergeburt mit sich.
Ein anderer Typus ist der höfische Maiausritt, ein Brauchtum, das vor allem im Spätmittelalter gepflegt wurde: man unternahm am 1. Mai in kleinen Gesellschaften zur Begrüßung des Frühlings einen Ausflug zu Pferde. Traditionell kleidete man sich in grüne Gewänder und stattete sich mit grünen Zweigen aus. Dieses Motiv wurde besonders gerne variiert und ausgeschmückt: die späteren Zyklen zeigen Liebespaare, Bootsausfahrten, Picknicks, Tänze und sogar Turniere; häufig begleiteten Musikanten die Aktivitäten des Maibildes. Ausgehend von diesen Darstellungen wurden seit dem Ende des 15. Jahrhunderts die Vergnügungen und schönen Momente des Jahres in den Zyklen immer stärker betont. Im 16. Jahrhundert verschiebt sich der Fokus dabei oftmals in die bürgerlich-städtische Sphäre, wobei die frühjährliche Gartenarbeit eine besonders beliebte Szene war.
Die mit Angst vor Hunger, Kälte und Krankheit einhergehende Zeit des Winters wurde in den Monatsbilderzyklen im Januar oder Februar mit einem Fest an reich gedeckten Tafeln „entschärft“. Die Januar-Ikonographie mit dem oftmals doppelköpfigen Janus beruht unter anderem auf dem volkstümlichen Neujahrsbrauch, die Tische an diesem Tag üppig mit Speisen zu versehen und diese unberührt über Nacht stehen lassen, in dem Analogiewunsch, dass der Tisch für den Rest des Jahres ebenso reichhaltig beladen sein möge. Die winterliche Festtafel ist für die zeitgenössischen Verhältnisse stets reich gedeckt, fast immer finden sich Brot und Geflügel, oftmals auch wertvolles Geschirr, Salzfässchen, Kännchen und Besteck aus Metall. Häufig ist aufgrund der wertvollen Ausstattung und angesichts des verfügbaren Hauspersonals zu erkennen, dass die Mahlzeit in Räumen stattfindet, die entweder der Sphäre der Patrizier oder des Adels zuzuordnen sind. Auffällig ist die häufige Beigesellung von Hunden und Katzen zu der Szene, die symbolisch-allegorische Deutungen herausfordern. Spätere Erweiterungen rücken auch Darstellungen des Emmausmahls sowie häusliche Szenen der Heiligen Familie in diesen Zusammenhang.

#### Sonstiges
Die Stundenbücher des 16. Jahrhunderts beginnen den ursprünglichen Themenkreis der Monatsbildzyklen stark zu erweitern. Sie zeigen weitgehend idealisiertes zeitgenössisches städtisches und dörfliches Treiben in kleinen Genreszenen. Diese sind zunächst in den Kalenderteilen, die in dieser Zeit i. d. R. pro Monat zwei Seiten umfassen, dem eigentlichen Monatsbild auf der gegenüberliegenden Seite ergänzend gegenübergestellt. Oftmals erfolgte dieses auch durch Gruppen von Bildern, die durch entsprechende Rahmung oder geschickte räumliche Aufteilung der Seite neben- und übereinander angeordnet werden konnten. Später wurden sie zunehmend selbständig oder vereinten sich mit den klassischen Monatsdarstellungen und bildeten den Stoff für die frühe Genremalerei insbesondere der Niederlande.
Zu den neuen Szenen seit etwa 1500 gehören der winterliche Kirchgang, die Schneeballschlacht, die Schlittenfahrt und das Treiben auf zugefrorenen Eisflächen, die Arbeit im bürgerlichen Garten am Haus, verschiedenste Spiele für Kinder, Jugendliche und Erwachsene (Sportspiele) und das Badevergnügen; aber auch Erweiterungen der Arbeiten wie das Melken und Buttern, die Obsternte, die Schafschur und der Viehaustrieb, die Jagd auf Vögel, Hasen und Fische sowie Transport oder Verkauf von Waren.
Es gilt auch festzuhalten, welche Personengruppen und Tätigkeiten nicht auf den Monatsbildern zu sehen sind: so kommen etwa Handwerker nur sehr selten, und bis zu einem bestimmten Zeitpunkt grundsätzlich gar nicht in den Zyklen vor; auch wenn es Beispiele für Abbildungen der Schafschur in Monatsbildern schon aus karolingischer Zeit gibt, werden die Belange der (Rinder- und) Schafzüchter erst seit dem Ende des 15. Jahrhunderts regelmäßig in die Zyklen mit aufgenommen. Darstellungen religiöser Feste, die in dieser Epoche im Überfluss gefeiert wurden, sind bis auf extrem seltene Fälle in der eigentlichen Monatsbildtradition niemals zu finden.

### Menschen

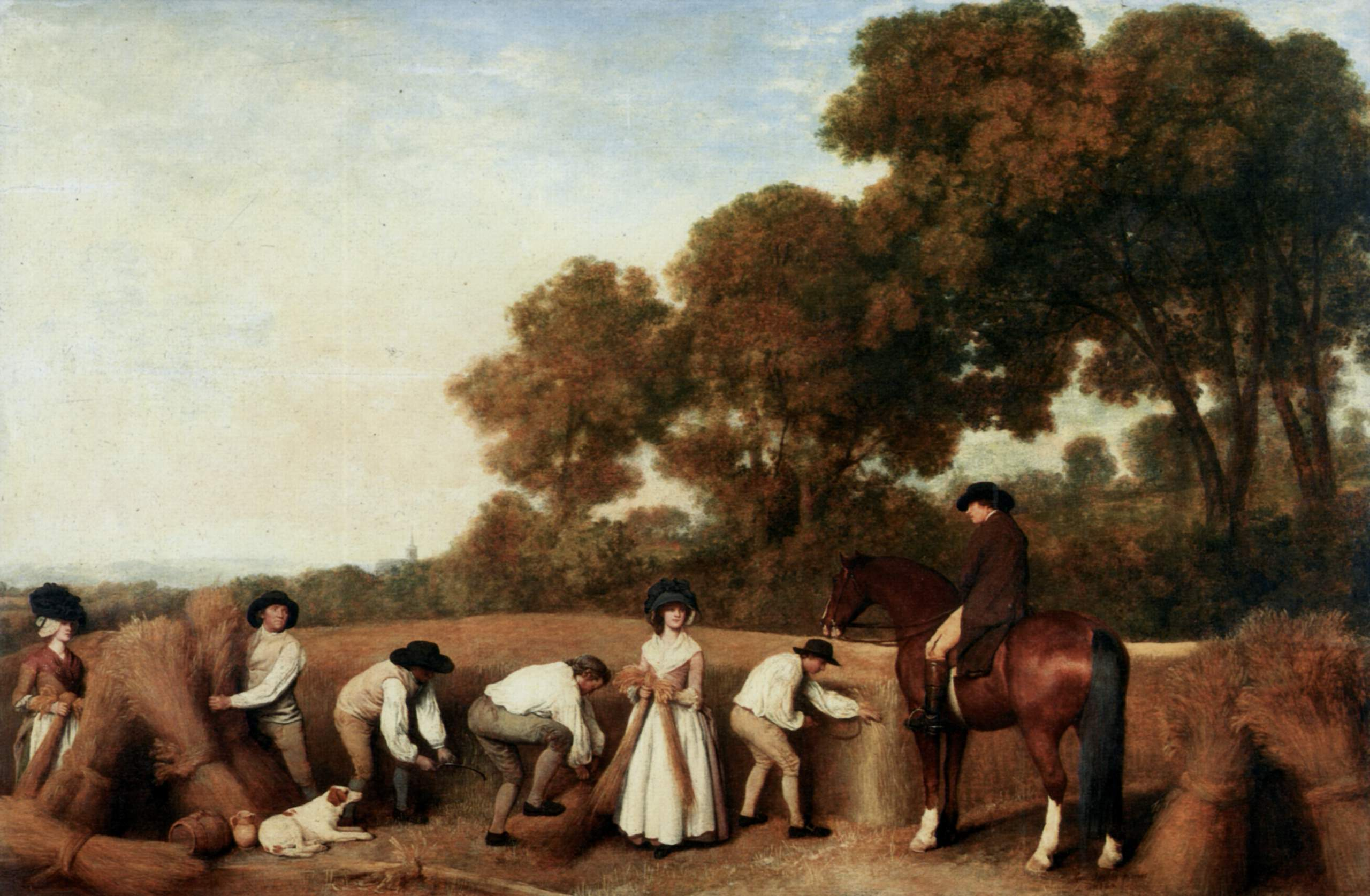
George Stubbs, Kornernte (1795; London, Tate) – Genreszene des 18. Jh. nach der gängigen Augustikonographie. Herausgeputzte Männer und Frauen bei der Ernte unter Aufsicht eines Berittenen: ein „Bühnenstück“, das die soziale Wirklichkeit der Landbevölkerung konsequent verleugnet.

In der Geschichte der künstlerischen Darstellungen von Bauern in Europa wurden diese bis weit in die Neuzeit hinein als anonyme, sozial untergeordnete Personen dargestellt, die ihren Lebensunterhalt mit Hilfe von Arbeiten im ländlichen Raum erwarben. Erkennbar sind sie in der Regel durch ihre spezifischen Geräte und Arbeitstiere und ihre häufig einfache, braune oder graue Kleidung. In der Kunst wurde der Stand der Bauern traditionell in einer Art dargestellt, die nicht dessen eigenem Interessen diente, sondern vielmehr die Wünsche, Ängste und Attitüden der Auftraggeber – das heißt der „Mächtigen“ und Wohlhabenden – widerspiegelte. Die ländliche Bevölkerung fungierte in den spätmittelalterlichen Monatsbildzyklen vor allem als dekoratives Beiwerk, das das besser gestellte, von den tatsächlichen Mühseligkeiten der landwirtschaftlichen Arbeit freigestellte Publikum unterhalten sollte. Allerdings überrascht es, dass die Bauern bis ins 16. Jahrhundert hinein auf den Bildern ohne erkennbare Aufsicht ganz selbständig zu arbeiten scheinen.
Nach Gen 3,19 ist die harte Feldarbeit Aufgabe des Mannes, so dass das Fehlen von Frauen in den frühen Monatsbilderzyklen nicht ungewöhnlich ist. Erst später wurden sie, ohne Misogynie, vor allem innerhalb ihrer damaligen Domänen gezeigt, d. h. bei der Hausarbeit, Textilproduktion, Zubereitung von Nahrungsmitteln und Kinderbetreuung. Als Teil bäuerlicher Arbeitsbilder wurden sie vereinzelt schon bis zum 12. Jahrhundert beim Spinnen, Melken, Säen, bei Erntearbeiten und in der Geflügelzucht dargestellt.
Arbeitende Kinder sind, soweit erkennbar, auf den frühen Monatsbildern eher selten zu sehen, doch kann die Einführung dieses Motivs in die Tradition im 15. Jahrhundert insofern als realistisches Element gewertet werden, als hierdurch möglicherweise tatsächliche Verhältnisse der Arbeitsteilung widergespiegelt worden sein könnten. Schon die Portalskulpturen hatten bisweilen Unterschiede in den soziologischen Strukturen erkennen lassen, indem sie eine Aufgabenteilung zwischen jüngeren und älteren Protagonisten gezeigt hatten. Hierbei muss aber stets mit der Vermischung mit der Bildtradition der Lebensalter gerechnet werden, so dass etwa der alte Mann im Januar oder der Jüngling im Mai ein allegorisches Element und eben kein soziologisches Faktum darstellen. Für die spätere Zeit gilt insbesondere, dass die Anwesenheit von Kindern und Tieren in gewisser Weise zur „Verniedlichung“ einer Szene beitragen kann.

### Landschaft und Architektur

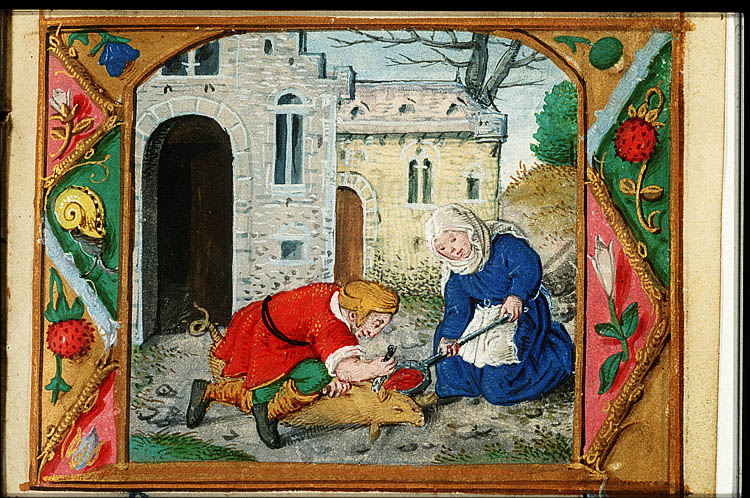
„Schweineschlachtung“, Monatsbild eines spätmittelalterlichen Kalenders mit botanisch und zoologisch bestimmbaren Pflanzen und Tieren im Rahmen und ausgearbeiteten Architekturelementen im Hintergrund.

Mit dem 14. Jahrhundert begann sich die Landschaft in der europäischen Kunst zu emanzipieren, allerdings ist sie zunächst stets nur fragmentarisch vorhanden. Im 15. Jahrhundert gewinnt sie immer mehr an Bedeutung, vor allem auch in der Tafelmalerei. Mit den Monatsbildern in den Stundenbüchern der Brüder von Limburg beginnt die Gattung des „Architekturbildes“, das ein bestimmtes Bauwerk möglichst detailgetreu und perspektivisch korrekt wiedergeben will. Sowohl in der Tradition der Monatszyklen, als auch parallel dazu in der Sieneser Malerei, den Jagdbüchern und Bestiarien der Zeit entwickelte sich ein neuer Sinn für genaue Naturbeobachtung und perspektivische Raumerfassung, der mit dem Breviarium Grimani (um 1510) voll ausgebildet ist.
Auch wenn botanisch zuzuordnende Blumen und Früchte oder Stadtpanoramen mit wiedererkennbaren Gebäudeansichten eine deutliche Tendenz zum Naturalismus aufwiesen, so blieb doch für lange Zeit die symbolische Bedeutung der Naturdinge in der Malerei erhalten (etwa in den Stillleben oder den niederländischen Genreszenen bis weit in das 18. Jahrhundert). Eine Charakterisierung der Bilder als „realistisch“ kann sich daher in aller Regel nur auf die Darstellung der Personen und ihrer unmittelbaren Tätigkeiten oder Gerätschaften beziehen. Italienische wissenschaftliche Werke mit Vorbildcharakter, wie die Herbare oder das Tacuina, zeigten hingegen oftmals Illustrationen mit erheblich naturalistischem Anspruch, das heißt basierend auf einer genauen Beobachtung der Wirklichkeit.

## Monatsverse

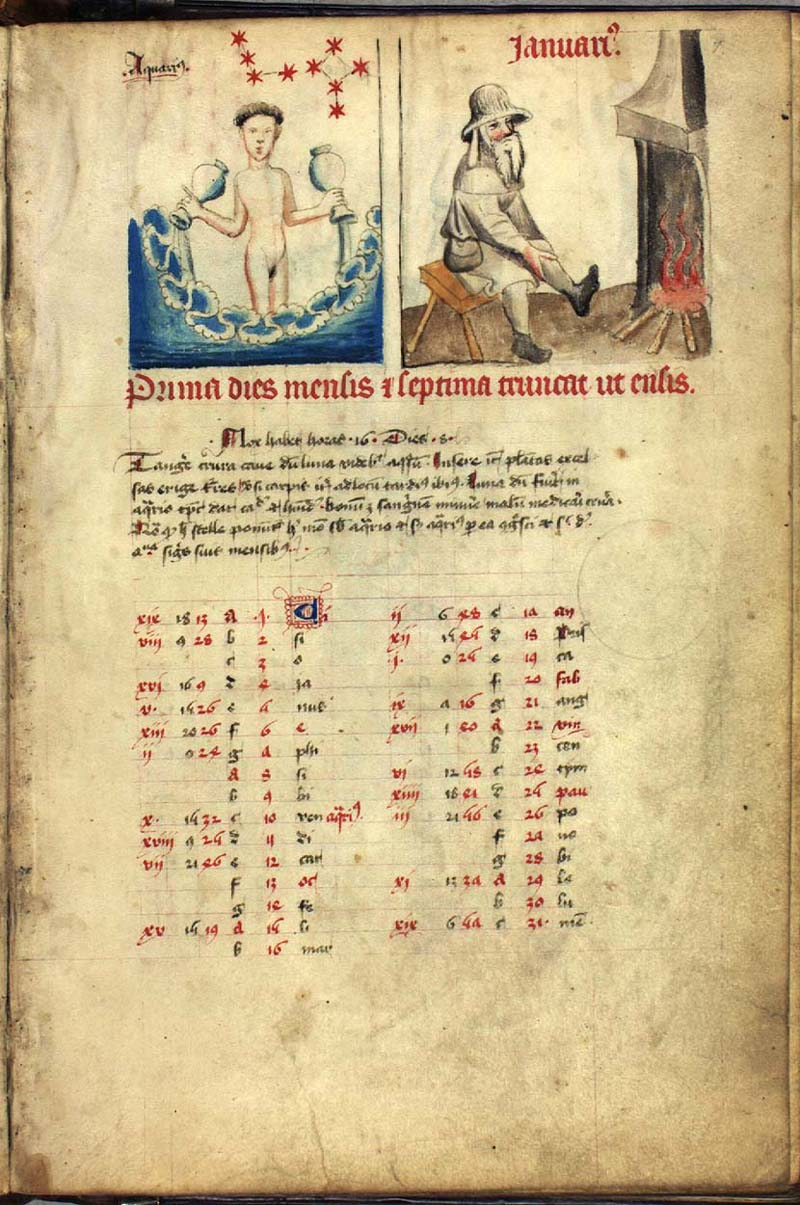
„Januar“ im Cisiojanus des Speculum humanae salvationis (Deutsche Handschrift, ca. 1430; Kopenhagen, Det Kongelige Bibliotek; GKS 79 2, 7 recto) – die Merkverse stehen in zwei Reihen unterhalb der aus Tierkreiszeichen und Genreszenen gestalteten Monatsbilder.

Monatsbilder sind oft in Zusammenhang mit populären Monatsversen überliefert. Schon im Kalender von 354 begleiteten lateinische Monatsverse die Monatsbilder. Auch in den Zyklen der frühmittelalterlichen Handschriften sind Monatsgedichte zu finden, so etwa das lateinische Kalendergedicht De mensium duodecim nominibus signis culturis aeris que qualitatibus des Wandalbert von Prüm oder die Distichen der Carmina salisburgensia. Ebenfalls anzutreffen sind Monatsbilder bei Cisiojanus-Merkversen, die im 13. Jahrhundert aufkamen und als kalendarische Eselsbrücken bei der Datierung der unbeweglichen Heiligen- und Feiertage der römisch-katholischen Kirche halfen.
Die sogenannten Grazer Monatsregeln, eine frühmittelhochdeutsche Übersetzung versifizierter lateinischer diätetischer Vorschriften für die zwölf Monate, die als Vorläufer der deutschsprachigen Regimina sanitatis des späten Mittelalters gelten, wurden nach ihrer bald vergessenen Niederschrift um 1200 im 14. Jahrhundert erneut eingedeutscht, wobei sie eine enge Verwandtschaft mit der mittelalterlichen Verstradition In jano claris aufweisen. Der Beginn „Escas per janum calidas est sumere sanum“ wurde im Spätmittelalter als „In dem jenner ist gesunt / warmes essen ze aller stund“ übersetzt. Diese gereimten Zwölfmonatsregeln sind damit ein sehr simples Gesundheitsregimen, in dem jeder Monat durch Gesundheitsregeln in Form eines durch Reim zweigeteilten Hexameters repräsentiert wird. Mit diesen verbanden sich die im Folgenden wiedergegebenen kurzen Monatsverse, deren Inhalte sich – wenn Text und Bild gemeinsam überliefert wurden – in aller Regel mit dem entsprechenden Monatsbild decken, das heißt Reihenfolge und Inhalte der Bilder im Zyklus wurden dann durch die Textstrophen (mit)bestimmt.
Der Jenner bin ich genant / Groß trunck sint mir wol bekant.

Der Hornung haiß ich / Gestu nackent, es gereut dich.

Ich bins, gehaißen Merz / Den Pflug ich aufsterz.

Ich, Apprill, zu rechtem Zil / Die Weinreben beschneyden wil.

Hie fahr ich her, stolzer May / Mit zartten Blümblein mancherlay.

Der Brachmond bin ich genant / Der Pflug mus in mein Hand.

Welche Ochs nu zihen wil / Dem wil ich geben Heus vil.

Nu wolauff in die Ährn / Die schneiden wollen lern.

Gut Mosts hab ich vil / Wem ich sein geben wil.

In Aller Heiligen Namen / Sä ich hie neuen Samen.

Mit Holcz sol man sich bewern / Der Wintter begynn her zu nähern.

Mit Wursten und mit Bratten / Wil ich mein Haus beratten.
Auch die lateinischen Vorlagen der Monatsverse und der Gesundheitsregeln wurden den Bildern in den Handschriften und Frühdrucken oftmals beigegeben. Umgekehrt wurden die Monatsbilder aber auch dazu verwendet, die äußerst verbreiteten diätetischen Traktate, die nach dem Zwölfmonatsprinzip gegliedert waren (Regimina duodecim mensium), zu illustrieren und wurden damit in einen ganz neuen, nämlich einen präventivmedizinischen Kontext gesetzt.
Aus dem englischen Sprachraum sind ähnliche, weit verbreitete Verse bekannt, die ebenfalls in Verbindung mit den Monatsbildern überliefert wurden und die sehr deutlich mit den entsprechenden Bildmotiven der zeitgenössischen Zyklen korrespondieren:
| Januar Februar Marche Aprile Maij Junij Julij Auguste September October November December | By thys fyre I warme my handys; And with my spade I delfe my landys. Here I sette my thynge to sprynge; And here I here the fowlis synge. I am as lyght as byrde in bowe; And I wede my corne well I-now. With my sythe my mede I mawe; And here I shere my corne full lowe. With my flayll I erne my brede; And here I sawe my whete so rede. At Martynesmasse I kylle my swyne; And at Cristesmasse I drynke redde wyne. | An diesem Feuer wärme ich meine Hände Mit meinem Spaten umgrabe ich mein Land Nun setze ich meine Saat für den Frühling Jetzt höre ich die Vögel singen Bin beschwingt wie ein Vogel im Gezweig Und jäte gründlich mein Kornfeld Mit meiner Sense mähe ich meine Weide Und nun schneide ich mein Korn Mit dem Flegel verdiene ich mein Brot Nun säe ich den Weizen mein so rot Zu St. Martin schlachte ich mein Schwein Und in der Weihnacht trink' ich roten Wein. |

Auch in späteren Jahrhunderten wurden Monatsbilder oft von gereimten Texten begleitet, vor allem die Serien in Volks- und Bauernkalendern sowie die Kupferstiche. Diese Verse waren allerdings lateinische oder volkssprachige Neudichtungen unterschiedlichster Art, die nicht auf diese alte Tradition zurückgehen.

## Funktion und Bedeutung

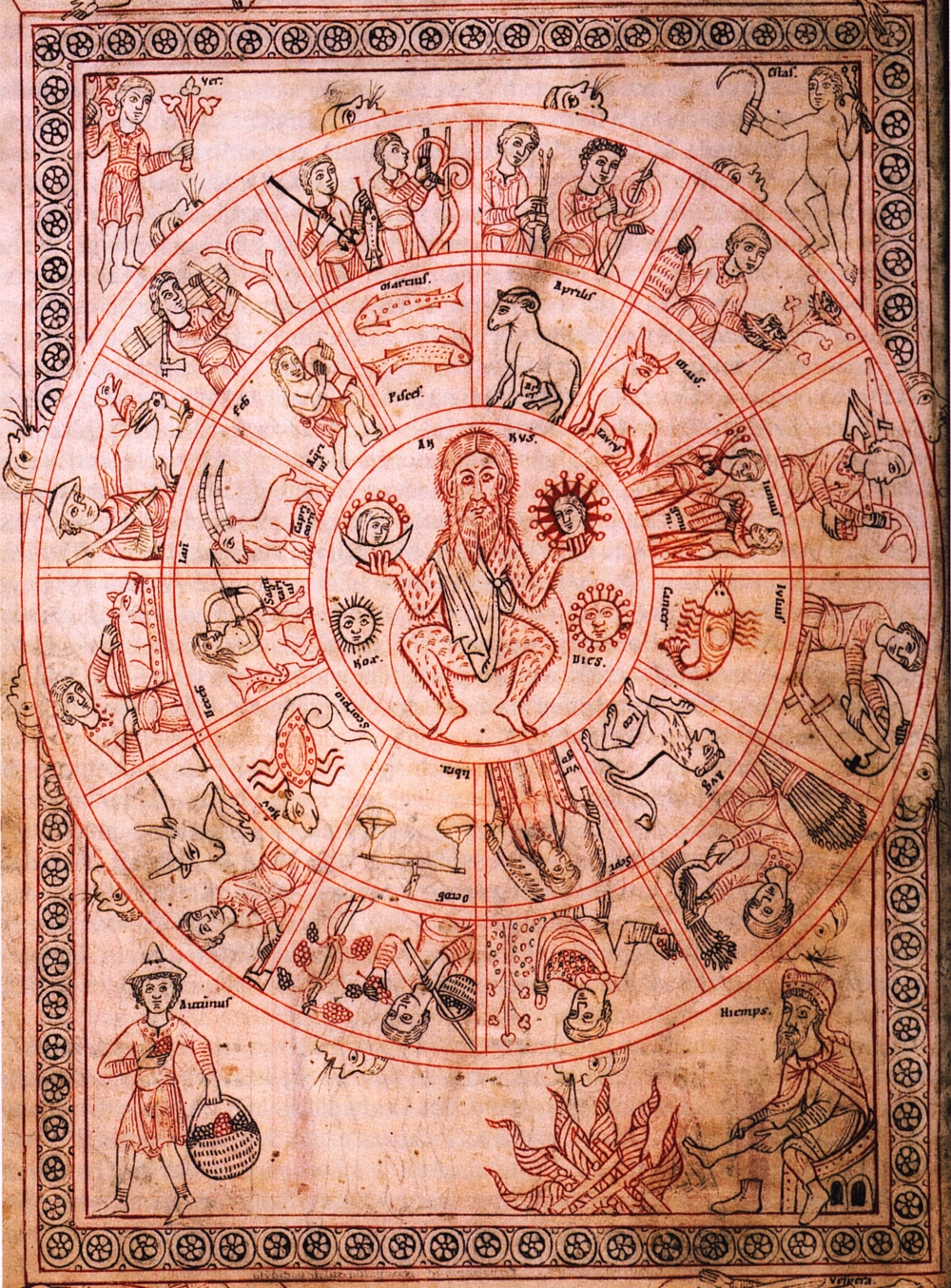
Zwiefaltener Kalender (um 1145) – Kosmologisches Schema des Jahreskreises, mit Tierkreiszeichen und Monatsarbeiten, im Zentrum „Annus“ – die Personifikation des Jahres und der Zeit – mit Sonne und Mond, in den vier Ecken die personifizierten Jahreszeiten; außerdem die vier Tageszeiten (außerhalb des Ausschnitts).

Monatsbilderzyklen sind durch zwei komplementäre Elemente definiert: zum ersten die Repräsentationen der Tierkreiszeichen, die eine klar definierte Abfolge von Zeitabschnitten bilden und zweitens die Repräsentationen der Monate, die als „humaner Faktor“ das zugeordnete Tun auf der Erde widerspiegeln. Das Verhältnis von Monatsbildern und Tierkreiszeichen verkörpert dabei gleichzeitig den Kontrast und die gegenseitige Beziehung zwischen der irdischen (sublunaren) und der himmlischen (supralunaren) Sphäre.
Die eigentlich strukturlose Zeit, die nicht unmittelbar bildlich darstellbar ist, wird mit Hilfe dieser komplementären Verbindung von elementaren Tätigkeiten und den zwölf Monaten in eine Ordnung gebracht. Dabei erlaubt die gemeinsame Darstellung von Irdischem und Himmlischen die perfekte Illustrierung der mittelalterlichen Vorstellung des Zusammenhangs zwischen Mikrokosmos und Makrokosmos. Solche Schemata komplettieren damit die mittelalterlichen kosmologischen Darstellungen der göttlichen Ordnung der räumlichen Verhältnisse – dem Sphärenmodell (Sphaera) – durch die Konkretisierung der göttlichen Ordnung der zeitlichen Verhältnisse, die Gott Noah in Gen 8,22 („Solange die Erde steht, soll nicht aufhören Saat und Ernte, Frost und Hitze, Sommer und Winter, Tag und Nacht“) nach der Sintflut versprach.
Die Wahl konkreter Arbeiten statt abstrakter Personifikationen z. B. an den Kathedralen weist nicht nur auf die Rolle der irdischen Zeit, sondern auch die der irdischen Arbeit für den individuellen wie kollektiven Heilsweg. Der auf- und absteigende Rhythmus des (profanen) Jahres wird durch die Positionierung der Monatsbilder in den Archivolten der großen Portale sichtbar, zugleich die zyklische Wiederkehr der Zeiträume und ihre Bezogenheit auf kosmische Vorgänge und die Heilsgeschichte (deren zentrale Ereignisse meist im Tympanon gezeigt wurden). Bürgerliches Jahr und Kirchenjahr, Lebenswirklichkeit und biblische Geschichte werden miteinander verknüpft. Die öffentlich einsehbaren Zyklen der Monate boten damit eine geistliche Lehre für die Angehörigen aller Stände an. Erst der Funktions- und Bedeutungswandel, der durch den Medienwechsel von den Bauten in die Handschriften verursacht wurde, führte dazu, dass die Zyklen auch als dekoratives Beiwerk in anderen Zusammenhängen dienen konnten.
Dass es sich bei den Monatsbildern nicht um eine reine Verbildlichung des bäuerlichen Arbeitsjahrs handeln kann, darauf deutet auch schon die Beschränkung der Arbeitsdarstellungen auf jene Produktionsprozesse hin, die mit Lebenswelt und Interessen der Auftraggeber – nämlich Klerus und Adel – zusammenhingen. Die Zyklen behandeln nämlich kein einheitlich zuzuordnendes Arbeitsfeld: Weinbau und Holzwirtschaft gehörten im Mittelalter nicht zur bäuerlichen Sphäre, sondern waren Teil der Guts- oder Klosterwirtschaft. Mönche hingegen konnten etwa wegen des einzuhaltenden Stundengebets prinzipiell nicht alle der gezeigten Monatsarbeiten ausführen. Jagd und Maiausritte waren dem Adel vorbehalten. Somit geht die früher oft zu lesende Qualifizierung der Monatsbilder als „bäuerlicher Arbeitskalender“ fehl, denn weder beschränken sich die Tätigkeiten auf Aufgaben des Bauernstands, noch auf die eigentlich landwirtschaftliche Sphäre.

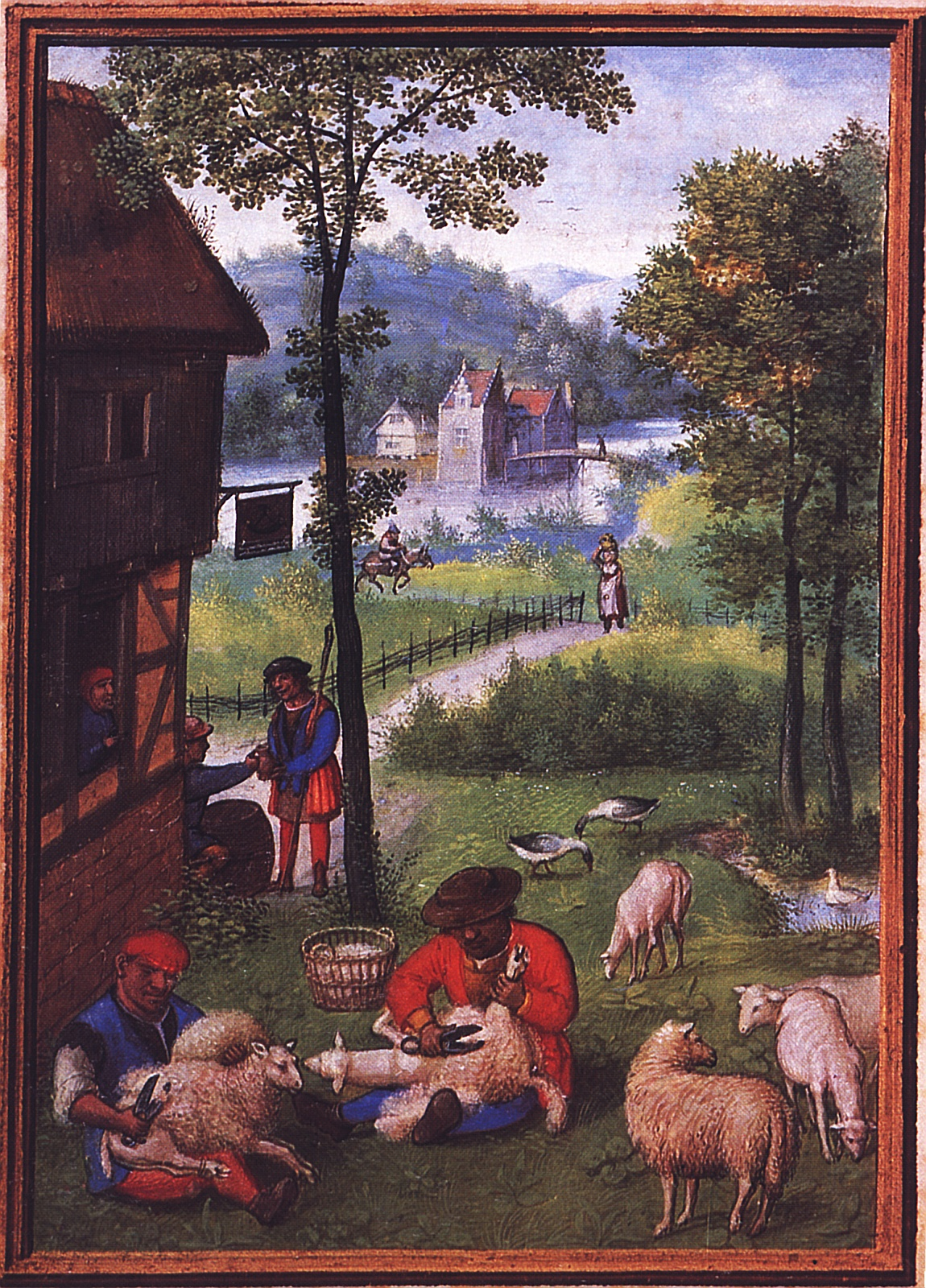
Simon Bening, „Juni“, Kalendarium eines Stundenbuchs (Brügge, 1. Hälfte 16. Jh.; Clm 23638, fol. 9v) – Spätform des Monatsbildes mit genreartigen Handlungselementen (Schafschur, Wirtshausszene); „freudvolles“ Arbeiten in idyllischer Landschaft: künstlerischer Ausdruck eines harmonisierenden Ideals.

Die Darstellung der profanen Arbeiten an prominenter Stelle in der christlichen Kunst, oftmals sogar als Teil zentraler Werke des mittelalterlichen Europa, rechtfertigte sich aus zwei Überlegungen: einerseits wurde die körperliche Arbeit zunehmend als komplementäre Ergänzung zur geistigen Arbeit betrachtet, die beide die Folgen des Sündenfalls abschwächen sollten und zur Rettung des Menschen beitrugen. Die geistige Arbeit vermochte die geistliche Not zu lindern, die körperliche Arbeit die leibliche Not; außerdem war sie eine Erinnerung an den menschlichen Ungehorsam gegen Gott in Gen 3,17ff. („verflucht sei der Acker um deinetwillen. Mit Mühsal sollst du dich von ihm nähren dein Leben lang.“). Zugleich resultierte die zunehmende Wertschätzung körperlicher Arbeit, die durch das erstarkende Mönchtum gefördert wurde, in einem neuen Verständnis von landwirtschaftlicher Produktion für die Gemeinschaft. Beides führte zu einer Akzeptanz der praktischen Arbeit, die eine Darstellung im Bild erlaubte.
Die „Unterschlagung“ all der ganz gewöhnlichen Elemente der mittelalterlichen Speisekammer wie Kohl, Bohnen, Lauch, Erbsen oder Salat in den Zyklen weist zudem darauf hin, dass es zumindest in den frühmittelalterlichen Zyklen nicht primär um die Befriedigung von Grundbedürfnissen ging, sondern dass dort die Betonung der Produktion von Brot und Wein in Verbindung mit dem Schlachtvorgang als eine subtile religiöse Anspielung auf die Eucharistie interpretiert werden könnte.
Die bildliche Gestaltung der mit viel Mühe und Schmutz verbundenen Arbeiten in der Agrarwirtschaft in einer ästhetisch ansprechenden Form war für die Künstler zu jeder Zeit mit Schwierigkeiten verbunden. Daher wurden entweder die Tätigkeiten stark stilisiert oder, in späterer Zeit, die vergnüglichen Momente (vor allem auch die Pausen) betont. Für die gesamte Tradition gilt jedoch ausnahmslos, dass systematisch alle realen sozialen, wirtschaftlichen oder logistischen Probleme ausgeklammert wurden. Es herrscht beständig gutes Wetter, den Arbeitenden stehen stets die richtigen Werkzeuge zur Verfügung, Probleme oder gar Unfälle sind niemals dargestellt. Die Monatsarbeiten finden in einer ruhigen, wohlgeordneten Idylle statt, in der die Menschen das verlorene Paradies gleichsam wiedergefunden zu haben scheinen.
Die Auffassung der mittelalterlichen Monatsbilder als „Alltagsszenen“ oder künstlerische „Momentaufnahmen“ ist naiv, denn die mühseligen, dem Jahreskreislauf zugeordneten Produktionsprozesse wurden durch die Künstler in eine Form gebracht, die das befriedigende Bild einer harmonischen Welt und einer wohlgeordneten Gesellschaft zeichnen sollten. Der augenscheinliche Realismus der Zyklen trügt also, stehen die genrehaften Monatsbilder doch eher der Tradition der „romantisierenden“ Verklärung des Landlebens nahe („Heile Welt“). Als Fiktion sind sie als historische Quelle, auch aufgrund ihres häufig nur dekorativen Einsatzes, für die mittelalterliche Lebenswelt nur unter größten Vorbehalten verwendbar, etwa im Detail für die agrarhistorische Realienkunde. Die Verwendung der Monatsbildzyklen zur Illustrierung eines vorgeblichen „Alltagslebens im Mittelalter“ ist zumindest aus quellenkundlicher Sicht unzulässig.

### Überblicksdarstellungen
- Walter Achilles: Monatsbildzyklen in Hildesheimer Prachthandschriften des 13. Jahrhunderts. (= Quellen und Dokumentationen zur Stadtgeschichte Hildesheims. 14). Gerstenberg, Hildesheim 2003, ISBN 3-8067-8595-3. (Eine fundierte Analyse früher Monatsbildzyklen aus agrarhistorischer Perspektive. Das postum herausgegebene, auch kunstwissenschaftlich überzeugende Bändchen besticht durch eine Fülle überraschender Ergebnisse)
- Shane Adler: Months. In: Helene E. Roberts (Hrsg.): Encyclopedia of comparative Iconography: Themes depicted in works of art. 2 Bände. Chicago u. a. 1998, ISBN 1-57958-009-2, S. 623–628. (Eine chronologische Darstellung der Entwicklung der Ikonographie der Monate, die über die Monatsbildtradition hinausreicht. Enthält eine hilfreiche umfängliche Liste bedeutender Kunstwerke)
- Curt Gravenkamp: Monatsbilder und Tierkreiszeichen an Kathedralen Frankreichs. (= Der Kunstspiegel). Scherer, Willsbach u. a. 1949, OCLC 257570950.
- Wilhelm Hansen: Kalenderminiaturen der Stundenbücher: Mittelalterliches Leben im Jahreslauf. Callwey, München 1984, ISBN 3-7667-0708-6. (Das deutschsprachige Standardwerk, das eine umfangreiche, thematisch sortierte Sammlung von Bildern bietet, leider nur wenige Farbtafeln. In einem Kommentarteil werden alle Abbildungen nach Handschriften und Standorten sortiert besprochen. Ein alphabetisch aufgebautes realienkundliches Bildlexikon macht diesen umfangreichen Band besonders nützlich. Inhaltlich an einigen wenigen Stellen etwas veraltet)
- Bridget Ann Henisch: The Medieval Calendar Year. Pennsylvania State Univ. Press, University Park, PA 1999, ISBN 0-271-01904-2. (Eine stark vertiefende, gut lesbare mentalitätsgeschichtliche Untersuchung einzelner Fragen der spätmittelalterlicher Monatsbildtradition mit vielen Abbildungen. Behandelt auch Fragen der Gender Studies. Inzwischen in der 2. Auflage erschienen und im englischsprachigen Raum quasi ein Standardwerk)
- Derek Pearsall, Elizabeth Salter: Landscapes and Seasons of the Medieval World. Elek, London 1973, ISBN 0-236-15451-6.
- Teresa Pérez-Higuera: Chronos: Die Zeit in der Kunst des Mittelalters. Echter, Würzburg 1997, ISBN 3-429-01941-9.
- Gerlinde Strohmaier-Wiederanders: Imagines anni / Monatsbilder: Von der Antike bis zur Romantik. Gursky, Halle 1999, ISBN 3-929389-30-4. (Kenntnisreiche und breit angelegte kunsthistorische Studie, die die wohl zurzeit maßgebliche Überblicksdarstellung in deutscher Sprache darstellt)
- Colum Hourihane (Hrsg.): Time in the medieval world: Occupations of the months and signs of the zodiac in the Index of Christian Art. Princeton University, 2007, ISBN 978-0-9768202-3-9.
- James Carson Webster: The Labors of the Months in Antique and Mediaeval Art to the End of the Twelfth Century. (= Princeton Monographs in Art and Archaeology. 21). Princeton 1938. (Repr. New York 1970. (Northwestern University Studies in the Humanities 4))

### Einzeluntersuchungen
- Gerhard Binder: Der Kalender des Filocalus: Eine illustrierte Ausgabe des römischen Festkalenders aus dem 4. Jahrhundert n. Chr. In: Wilhelm Geerlings (Hrsg.): Der Kalender: Aspekte einer Geschichte. Schöningh, Paderborn 2002, ISBN 3-506-73112-2, S. 61–95.
- Ursmar Engelmann: Die Monatsbilder von Santa Maria del Castello in Mesocco. Herder, Freiburg u. a. 1977, ISBN 3-451-17324-7.
- Die Très Riches Heures des Jean Duc de Berry im Museé Condé in Chantilly. Einf. u. Komm. von Jean Longnon u. Raymond Cazelles. Sonderausgabe. Prestel, München 1989, ISBN 3-7913-0979-X, bes. Taf. 2–13 und S. 171ff.
- Feste und Bräuche aus Mittelalter und Renaissance: Die Augsburger Monatsbilder. Redaktion Christina Langner. Textbeiträge Heinrich Dormeier u. a. Chronik, Gütersloh u. a. 2007, ISBN 978-3-577-14375-2. (Aufwendiger und fachwissenschaftlich betreuter Bildband, der auch die Monatsbildertradition im Allgemeinen behandelt; das Bildmaterial ist hervorragend und die Texte auf aktuellem Forschungsstand)
- Ortrun Riha: ‚Meister Alexanders Monatsregeln‘. Untersuchungen zu einem spätmittelalterlichen Regimen duodecim mensium mit kritischer Textausgabe. (= Würzburger medizinhistorische Forschungen. 30). Königshausen & Neumann, Würzburg 1985. (Medizinische Dissertation Würzburg)
- Harald Wolter-von dem Knesebeck: Der Elisabethpsalter in Cividale del Friuli: Buchmalerei für den Thüringer Landgrafenhof zu Beginn des 13. Jahrhunderts. (= Denkmäler deutscher Kunst). Deutscher Verlag für Kunstwissenschaft, Berlin 2001, ISBN 3-87157-184-9, bes. S. 113ff. u. Abb. S. 87–91.

## Bücher
- Dieter Matti: Monatsbilder – Begleiter durch das Jahr. Desertina, Chur 2014, ISBN 978-3-85637-460-0.